# Eleccions al Parlament Europeu de 2024
Les eleccions al Parlament Europeu de 2024 van tenir lloc entre el 6 i el 9 de juny de 2024 a tots els estats membres de la Unió Europea, per donar lloc a la X legislatura del Parlament Europeu. S'hi van triar per sufragi universal, directe, lliure i secret els eurodiputats que integraran l'Eurocambra i que representaran els ciutadans europeus en el període comprès des de 2024 a 2029. Aquesta cambra es la responsable de nomenar el president de la Comissió Europea, a proposta del Consell Europeu en funció dels resultats de les eleccions, per majoria qualificada. En la mateixa jornada electoral es van celebrar les eleccions legislatives belgues i les eleccions legislatives búlgares.
El nombre de diputats previstos per a la X legislatura del Parlament Europeu es de 720 escons, repartint-se els 73 que tenia el Regne Unit, després de la seva sortida de la Unió Europea, entre diversos països com Espanya, França, Itàlia i Països Baixos i reservant-se 31 escons per a futures ampliacions de la Unió.
Per formacions, el Partit Popular Europeu va ser una vegada més el guanyador de les eleccions amb 176 eurodiputats enfront dels 139 del Partit dels Socialistes Europeus. La unió d'Aliança dels Liberals i Demòcrates per Europa (ALDE), el Partit Demòcrata Europeu (PDE) i Renaixement en la plataforma liberal Renovar Europa va aconseguir 74 escons, perdent 30 sobre les anteriors eleccions, però permetent mantenir la tercera plaça enfront del Partit dels Conservadors i Reformistes Europeus i el Partit Identitat i Democràcia que en van aconseguir 58. El Partit Verd Europeu i el Partit de l'Esquerra Europea els van seguir amb 42 i 26 escons respectivament.
Als Països Catalans, el PPE s'hi va imposar a les Illes Balears i el País Valencià. El Partit dels Socialistes Europeus (PSE) va quedar segon i es va imposar a Catalunya, mentre que l'extrema dreta del Partit Identitat i Democràciai amb Reagrupament Nacional ho va fer a França i Catalunya del Nord.

## Aspectes rellevants
Si bé la normativa europea no estableix una campanya electoral europea, ja que depèn de les lleis electorals dels diferents estats membre de la Unió Europea, si van haver-hi determinats temes que es van convertir en transversals a les campanyes de gran part dels estats.

### Nova llei electoral europea
El 7 de juny de 2018, el Consell Europeu va acordar canviar la llei electoral de la Unió Europea i resignar les velles normatives electorals, datades de 1976. L'objectiu de la reforma era augmentar la participació en les eleccions, la comprensió de la seva importància i rellevància en l'àmbit europeu i evitar vots irregulars sense menyscabar les tradicions constitucionals i electorals dels estats membres.
Les disposicions incloïen un llindar obligatori d'entre el 2% i el 5% per a les circumscripcions amb més de 35 escons, normes per evitar que els votants poguessin votar a diversos països, introducció del vot pels ciutadans europeus que visquin fora de les fronteres de la unió i visualització dels partits polítics europeus, així com l'establiment d'un termini de 12 setmanes perquè proclamin els seus candidats.
Si bé, les eleccions europees de 2019 es van dur a terme d'acord amb les regles anteriors, ja que no tots els estats membres van ratificar la nova normativa, entre ells els afectats pel llindar mínim. De cara a les eleccions del 2023, la reforma encara ha de ser ratificada per Espanya mentre que Alemanya ha aprovat el llindar del 2% de cara a la contesa electoral de 2029.
Això sí, el Parlament Europeu vol ampliar encara més la reforma de 2018, i va proposar una nova llei electoral que contindria, entre les seves disposicions, la tria de 28 escons en llistes transnacionals dels partits polítics europeus. Si bé, aquesta normativa encara ha de ser ratificada per unanimitat pel Consell Europeu.

### Dubtes amb el sistema del Spitzenkandidat

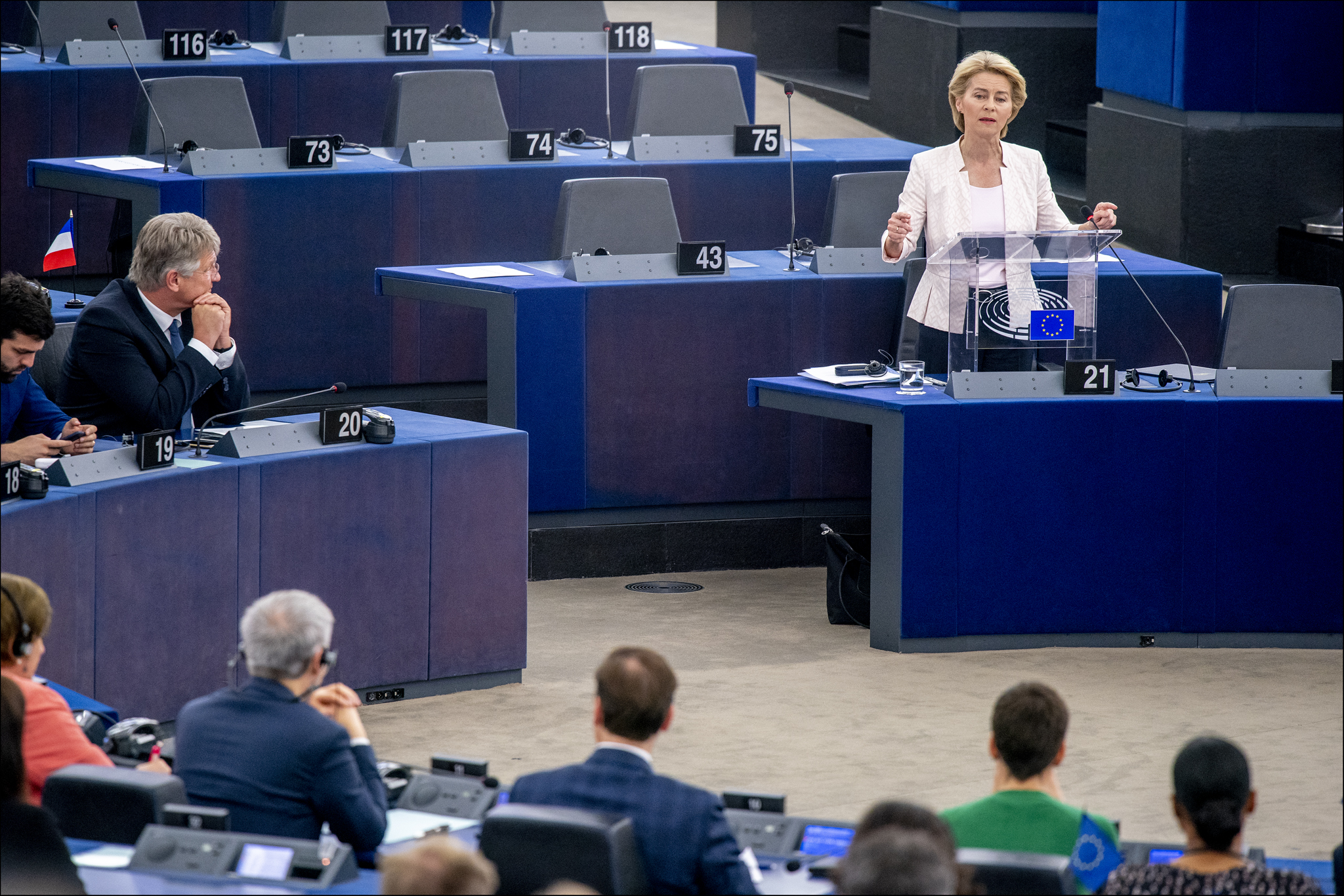
Ursula von der Leyen presenta la seva visió davant el plenari del Parlament Europeu el 2019.

En el període previ a les eleccions al Parlament Europeu de 2014 es va presentar un nou sistema informal per a la selecció del president de la Comissió Europea que dictava que el grup del partit que obtingués més escons faria que el seu candidat principal esdevingués president de la Comissió. Aquell any, el candidat del Grup del Partit Popular Europeu, Jean-Claude Juncker, va ser nomenat i elegit president de la Comissió Europea.
A les eleccions del 2019, es va intentar mantenir el sistema, amb el nomenament de Manfred Weber com a candidat del Partit Popular Europeu i Frans Timmermans com a candidat del Partit dels Socialistes Europeus, fins i tot amb debats televisats entre ells. Si bé, una vegada constituït el Parlament Europeu, el Consell Europeu, liderat pel president francès Emmanuel Macron, es va negar a proposar al candidat popular, així com als candidats socialista i liberal, per proposar a l'alemanya Ursula von der Leyen, que ni tan sols es va presentar a les eleccions.
Després d'aquest fracàs, diversos sectors dels partits europeus i el Parlament Europeu van suggerir canviar el sistema de cara a les eleccions del 2023, si bé, no es va fer cap aprovació que possibilites el canvi en aquesta contesa electoral. Per tant, i amb el mateix sistema, el Partit Popular Europeu, el Partit dels Socialistes Europeus, el Partit Verd Europeu, el Partit de l'Esquerra Europea i l'Aliança Lliure Europea van anunciar que nomenarien al seu candidat, mentre el Partit dels Conservadors i Reformistes Europeus i el Partit Identitat i Democràcia van rebutjar fer-ho.

### Desacords al Partit Popular per la relació amb conservadors i extrema dreta

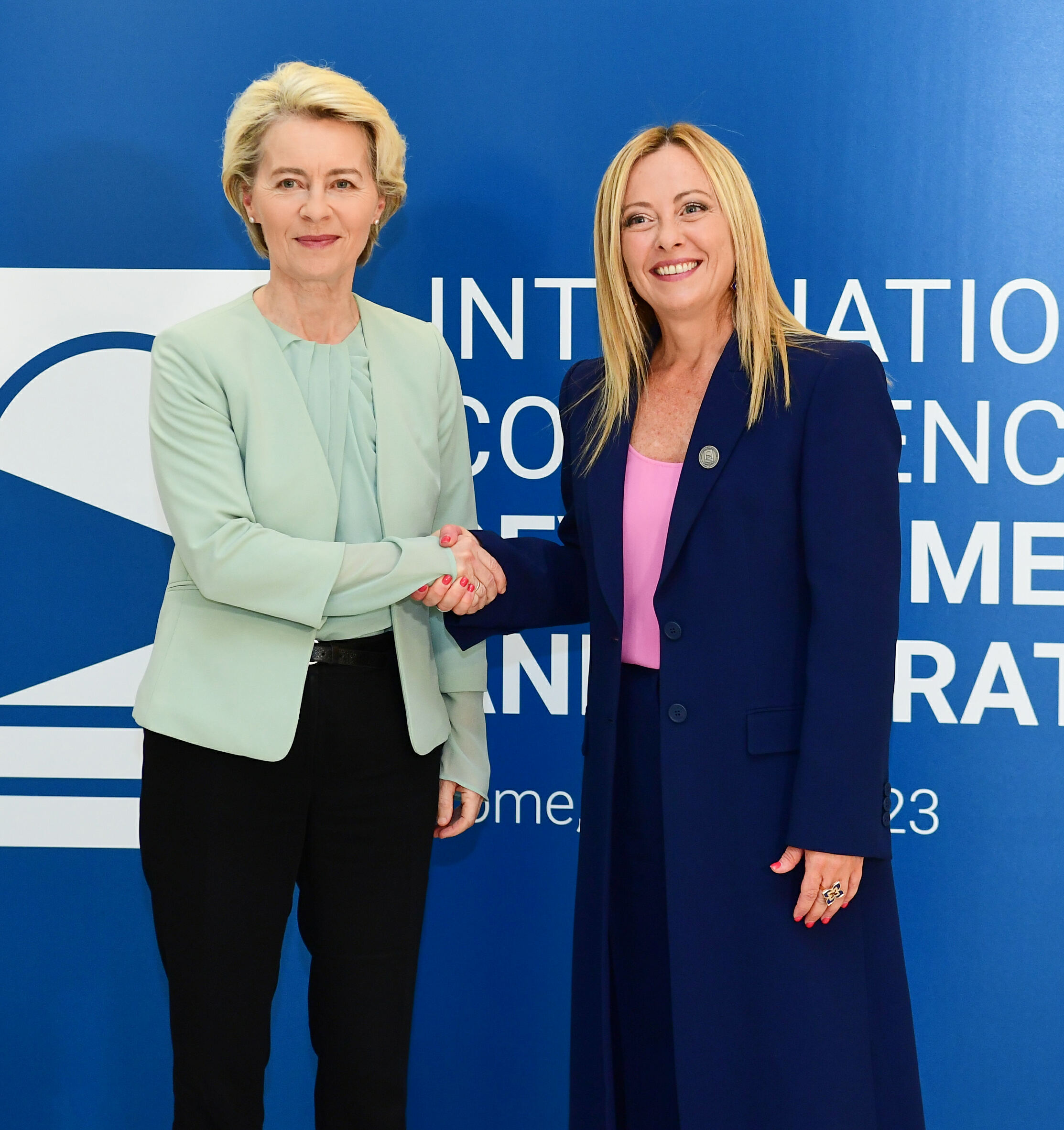
Ursula von der Leyen i Giorgia Meloni.

S'espera que les eleccions d'aquest mandat siguin una de les eleccions més polèmiques en la història del Parlament Europeu, donat l'augment dels partits d'extrema dreta en les enquestes. Davant aquest escenari, una part del Partit Popular Europeu va decidir apostar per apropar posicions amb el Partit dels Conservadors i Reformistes Europeus, liderat per la presidenta italiana Giorgia Meloni.
Aquest sector del Partit Popular Europeu, així com la mateixa Meloni, plantejava la possibilitat d'un acord preelectoral, o una vegada passades les eleccions, entre el Partit Popular i els Conservadors per repartir-se la major part del pastís europeu, que necessitaria els liberals o de l'extrema dreta d'Identitat i Democràcia, amb una única línia vermella del seu president Manfred Weber, que donin suport a Israel i Ucraïna en les seves guerres.
Si bé, una altra part dels partits integrats a la família popular ho rebutjava, ja que incomoda la presència als Conservadors d'alguns partits considerats antidemocràtics per una part dels populars, com el polonès Llei i Justícia. Aquests partits aposten per mantenir el llarg equilibri que han suposat els acords postelectorals entre populars, socialistes i liberals per la presidència de la Comissió Europea i del Parlament Europeu, entre altres nomenaments.

### El futur d'Ursula von der Leyen
Ursula von der Leyen, la presidenta de la Comissió Europea durant la IX legislatura, no va anunciar formalment la seva intenció de presentar-se a un segon mandat fins al febrer de 2024. Això va provocar especulacions sobre altres candidats potencials del Partit Popular Europeu, com la presidenta del Parlament Roberta Metsola. No obstant això, el 19 de febrer de 2024, Von der Leyen va anunciar la seva intenció de buscar un segon mandat, sent elegida el 7 de març com a candidata presidencial del PPE amb 400 vots a favor, 89 en contra i 10 en blanc, dels 737 congressistes.
A Alemanya, el govern de coalició també havia acordat donar suport al sistema Spitzenkandidat, acceptant implícitament l'opció que Von der Leyen, que prové de la CDU, cap de l'oposició en aquell moment, pugui tornar a ser presidenta de la Comissió depenent dels resultats de les eleccions. En cas contrari, l'acord de coalició del govern alemany concedeix el dret a nomenar el pròxim comissari alemany de la Comissió Europea a l'Aliança 90/Els Verds, sempre que la presidència de la Comissió no sigui alemanya.

### El futur de Charles Michel
El gener de 2024, Charles Michel va anunciar que dimitiria "aviat" com a president del Consell Europeu per presentar-se al Parlament Europeu. Això hauria significat que els líders de la Unió Europea podrien discutir el seu successor a l'estiu, ja que, si fos triat per al Parlament Europeu, hauria hagut de dimitir a causa de la prohibició del doble mandat. Per aquesta decisió inesperada, ja que el seu mandat expirava el novembre de 2024, Michel va ser criticat per funcionaris i diplomàtics de la Unió, com per exemple la seva aliada política Sophie in 't Veld, que va qüestionar la seva "credibilitat".
Aquest calendari també va ser criticat per les implicacions que podria causar, ja que l'apartat 4 de l'article 2 del Reglament del Consell Europeu disposa que, si el seu president abandona el càrrec abans d'hora, "serà substituït, quan sigui necessari fins a l'elecció del seu successor, pel membre del Consell Europeu que representi a l'estat membre que ostenta la presidència semestral del Consell". Aquest hauria estat el primer ministre hongarès Viktor Orbán, el país del qual estaria previst que assumeixi la presidència rotatòria del Consell Europeu l'1 de juliol. El 26 de gener de 2024, Michel va retirar la seva candidatura i va retardar la seva sortida.

### Petició de retirar a Hongria els seus drets de vot a la Unió
El 18 de gener de 2024, el plenari del Parlament Europeu va votar a favor d'una resolució no vinculant que exigeix a la Comissió Europea que consideri retirar a Hongria els seus drets de vot de la Unió Europea, amb 305 vots a favor i 104 en contra. En aquesta resolució es considera a Hongria com un "règim híbrid d'autocràcia electoral" des de 2022 i adverteix que, d'acord amb l'article 7.1 del Tractat de la Unió Europea, es corre el risc clar d'una violació greu del mateix tractat.

### Guerres a Ucraïna i Gaza

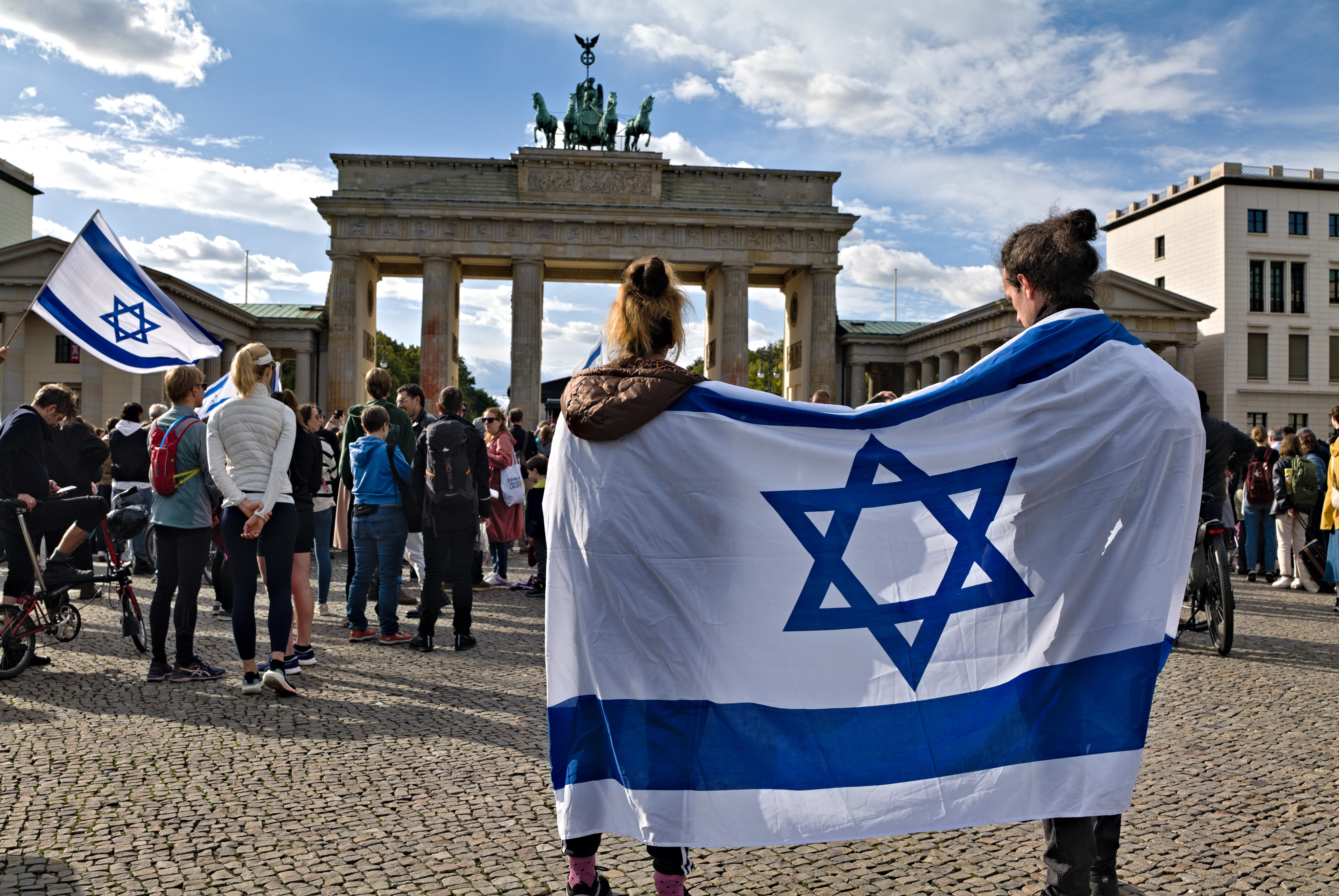
Manifestació en favor d'Israel a Berlín.

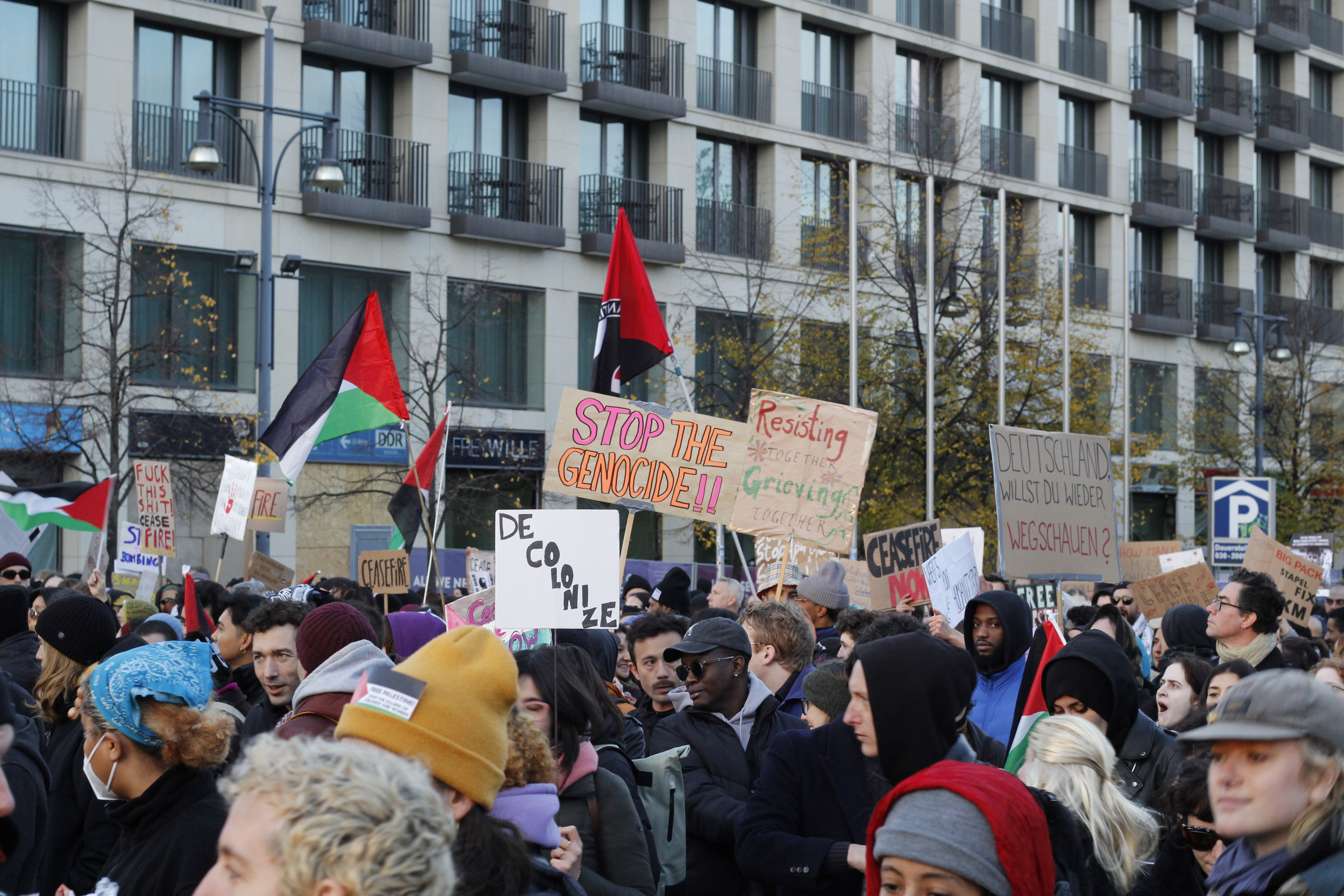
Manifestació en favor de Palestina a Berlín.

L'escalada en la guerra russo-ucraïnesa que va suposar la Invasió russa d'Ucraïna del 2022, començada l'any 2022, i la guerra entre Israel i Gaza, iniciada el 2023, van ser un dels temes d'actualitat més importants de les eleccions europees. Mentre el suport a Ucraïna ha sigut quasi unànime dins la Unió Europea, que va sancionar a Vladímir Putin i els seus aliats i va accelerar els processos d'adhesió a la Unió Europea de països propers al conflicte, el suport a Israel no ha sigut tan contundent, i si bé a l'inici del conflicte si va ser majoritari, el pas de les setmanes va fer créixer la solució de dos estats, especialment en països com Espanya o Bèlgica. Pocs dies abans de l'inici de la campanya electoral, Espanya, Noruega i Irlanda van anunciar que donarien reconeixement a l'estat palestí.
Ambdós conflictes també van ser crucials dins les famílies europees en els mesos previs a les eleccions. Per al Partit Popular Europeu, el suport a Israel i Ucraïna era una línia vermella per qualsevol pacte posterior a les eleccions, mentre el Partit dels Socialistes Europeus va advertir de sanció o expulsió al partit eslovac Direcció - Socialdemocràcia, liderat per Robert Fico, per les seves proclames contra el suport a Ucraïna i els seus posicionaments xenòfobs i homòfobs, en la línia dels països que donen suport a Rússia en el conflicte.
El 15 de maig de 2024, a les portes de la campanya electoral oficial a tots els estats membre de la Unió Europea, Robert Fico fou ferit de gravetat per una arma de foc a Handlová per un escriptor eslovac Juraj Cintula en un atemptat amb motivació política. Tots els líders europeus, inclosa la presidenta de la Comissió Europea Ursula von der Leyen, van condemnar l'atemptat i van expressar el suport a Fico.

### Escàndol de la influència russa
El 27 de març de 2024, Txèquia va sancionar el lloc de notícies "La veu d'Europa", afirmant que el lloc forma part d'una xarxa d'influència prorussa. L'endemà, el primer ministre belga Alexander De Croo, referint-se a les sancions durant un debat al parlament belga, va dir que Rússia havia assenyalat als diputats, però que també els va pagar. El 2 d'abril, el portal de notícies txec "Denik N" va informar, citant diversos ministres, que hi havia enregistraments d'àudio del polític alemany d'extrema dreta Petr Bystron, d'Alternativa per Alemanya (AfD), amb incriminació d'haver acceptat diners.
El 12 d'abril, es va saber que la fiscalia belga estava investigant si els polítics europeus van ser pagats per difondre la propaganda russa. A més de Bystron, la investigació també era dirigida a l'eurodiputat holandès Marcel de Graaff (FvD) i a l'eurodiputat alemany Maximilian Krah (AfD). Es creu que el polític i empresari ucraïnès Viktor Medvedchuk, que seria molt proper al president rus Vladímir Putin, és la persona darrere del portal de notícies "La Veu d'Europa".

### Escàndol de corrupció de Qatar
L'escàndol de corrupció del Qatargate, que va començar el desembre de 2022, va desestabilitzar el Parlament Europeu després de la detenció de diversos diputats, entre ells Marc Tarabella, Andrea Cozzolino i Eva Kaili, que va ser desposseïda de la seva vicepresidència a la càmera. Altres sospitosos en el cas van ser Francesco Giorgi, l'assistent parlamentari de l'eurodiputat Andrea Cozzolino, Pier Antonio Panzeri, fundador de l'ONG Fight Impunity, Niccolo Figa-Talamanca, de l'ONG No Peace Without Justice, i Luca Visentini, cap de la Confederació Internacional de Sindicats.

### Conflicte amb el Dia de Portugal
Les dates escollides per a les eleccions van entrar en conflicte amb un cap de setmana llarg a Portugal, on el 10 de juny se celebra el Dia de Portugal, festa nacional, que s'espera que faci baixar la participació, que ja va ser baixa a les Eleccions al Parlament Europeu de 2019 on es va situar en el 30,75% del total del cens. Malgrat l'intent dels líders portuguesos de trobar un compromís, no es va fer cap canvi a la data predeterminada del 6 al 9 de juny, ja que requeria la unanimitat per canviar-la.

## Sistema electoral
373 milions de votants van poder triar 720 eurodiputats, repartits en funció de la població de cada estat, sent el de més escons Alemanya, amb 96 escons, seguit de França amb 81, mentre que Malta, Xipre i Luxemburg només n'obtenen sis cadascun. Els estats membre de la Unió Europea van triar, segons les seves lleis nacionals, quin sistema electoral usaven per a repartir els escons que tenien assignats. Per exemple, països com Espanya, Portugal, Alemanya o Grècia realitzen una circumscripció única mentre el Irlanda, França, Bèlgica o Itàlia dividien el seu territori en diverses circumscripcions per a elegir als candidats.
L'edat mínima de votació se situava en els 18 anys en gran part de la Unió Europea, amb l'excepció d'Alemanya, Àustria, Bèlgica i Malta, que la fixaven en 16 anys, Croàcia i Eslovènia que també la situaven en 16 anys si estaven treballant, Hongria en cas de tenir 16 anys i estar casat, i Grècia que la situava en 17 anys. Per a ser candidat, la xifra també se situava en els 18 anys excepte a Bèlgica, Bulgària, Txèquia, Irlanda, Letònia, Lituània, Polònia, Eslovàquia, Estònia i Xipre que la fixaven en 21 anys, Romania que la fixava en 23 anys i Grècia i Itàlia que la situava en 25 anys.
Finalment, la barrera electoral també era diferent segons el país. 10 països no fixaven límit, Xipre el marcava en l'1,8%, Grècia en el 3%, Països Baixos en el 3,2% aproximadament, Àustria, Itàlia i Suècia en el 4%, Bèlgica, França, Txèquia, Letònia, Lituània, Polònia, Eslovàquia, Hongria, Romania i Croàcia el situaven en el 5% i Bulgària en el 5,9% aproximadament.
| Estat membre  | Edat de votació | Vot obligatori | Vot dels absents           | Edat de candidatura | Circunsc. | Llindar mínim | Sistema electoral     | Sistema electoral      |
| Estat membre  | Edat de votació | Vot obligatori | Vot dels absents           | Edat de candidatura | Circunsc. | Llindar mínim | Llistes               | Repartiment            |
| ------------- | --------------- | -------------- | -------------------------- | ------------------- | --------- | ------------- | --------------------- | ---------------------- |
| Alemanya      | 16              | No             | Correu                     | 18                  | 1         |               | Tancada               | Sainte-Laguë           |
| Àustria       | 16              | No             | Correu                     | 18                  | 1         | 4%            | Semioberta            | D'Hont                 |
| Bèlgica       | 16              | Sí             | Correu i per representació | 21                  | 3         | 5%            | Semioberta            | D'Hont                 |
| Bulgària      | 18              | No             |                            | 21                  | 1         | ~5.9%         | Semioberta            | Hamilton               |
| Croàcia       | 18              | No             |                            | 18                  | 1         | 5%            | Semioberta            | D'Hont                 |
| Dinamarca     | 18              | No             | Correu                     | 18                  | 1         |               | Oberta                | D'Hont                 |
| Eslovàquia    | 18              | No             |                            | 21                  | 1         | 5%            | Semioberta            | Hamilton               |
| Eslovènia     | 18              | No             | Correu                     | 18                  | 1         |               | Semioberta            | D'Hont                 |
| Espanya       | 18              | No             | Correu                     | 18                  | 1         |               | Tancada               | D'Hont                 |
| Estònia       | 18              | No             | Correu i per representació | 21                  | 1         |               | Oberta                | D'Hont                 |
| Finlàndia     | 18              | No             | Correu                     | 18                  | 1         |               | Oberta                | D'Hont                 |
| França        | 18              | No             | Correu                     | 18                  | 1         | 5%            | Tancada               | D'Hont                 |
| Grècia        | 17              | Sí             |                            | 25                  | 1         | 3%            | Oberta                | Hamilton               |
| Hongria       | 18              | No             | Correu                     | 18                  | 1         | 5%            | Tancada               | D'Hont                 |
| Irlanda       | 18              | No             |                            | 21                  | 3         |               | Vot únic transferible | Vot únic transferible  |
| Itàlia        | 18              | No             |                            | 25                  | 5         | 4%            | Oberta                | Hamilton               |
| Letònia       | 18              | No             | Correu                     | 21                  | 1         | 5%            | Oberta                | Sainte-Laguë           |
| Lituània      | 18              | No             | Correu                     | 21                  | 1         | 5%            | Oberta                | Hamilton               |
| Luxemburg     | 18              | Sí             | Correu                     | 18                  | 1         |               | Panachage             | D'Hont                 |
| Malta         | 16              | No             |                            | 18                  | 1         |               | Vot únic transferible | Vot únic transferible  |
| Països Baixos | 18              | No             | Correu i per representació | 18                  | 1         | ~3,2%         | Semioberta            | D'Hont                 |
| Polònia       | 18              | No             |                            | 21                  | 1         | 5%            | Oberta                | D'Hont                 |
| Portugal      | 18              | No             |                            | 18                  | 1         |               | Tancada               | D'Hont                 |
| Romania       | 18              | No             |                            | 23                  | 1         | 5%            | Tancada               | D'Hont                 |
| Suècia        | 18              | No             | Correu                     | 18                  | 1         | 4%            | Semioberta            | Sainte-Laguë modificat |
| Txèquia       | 18              | No             |                            | 21                  | 1         | 5%            | Semioberta            | D'Hont                 |
| Xipre         | 18              | Sí             |                            | 21                  | 1         | 1,8%          | Oberta                | Hamilton               |

### Nombre d'escons per elegir
Les eleccions de 2024 van repartir 720 diputats al Parlament Europeu en els 27 estats membres de la Unió Europea, 15 escons més dels que hi havia al final de la IX Legislatura del Parlament Europeu.
| Distribució d'escons en les eleccions al Parlament Europeu de 2024 (en comparació amb la distribució post-Brèxit) | Distribució d'escons en les eleccions al Parlament Europeu de 2024 (en comparació amb la distribució post-Brèxit) | Distribució d'escons en les eleccions al Parlament Europeu de 2024 (en comparació amb la distribució post-Brèxit) | Distribució d'escons en les eleccions al Parlament Europeu de 2024 (en comparació amb la distribució post-Brèxit) | Distribució d'escons en les eleccions al Parlament Europeu de 2024 (en comparació amb la distribució post-Brèxit) | Distribució d'escons en les eleccions al Parlament Europeu de 2024 (en comparació amb la distribució post-Brèxit) | Distribució d'escons en les eleccions al Parlament Europeu de 2024 (en comparació amb la distribució post-Brèxit) | Distribució d'escons en les eleccions al Parlament Europeu de 2024 (en comparació amb la distribució post-Brèxit) | Distribució d'escons en les eleccions al Parlament Europeu de 2024 (en comparació amb la distribució post-Brèxit) | Distribució d'escons en les eleccions al Parlament Europeu de 2024 (en comparació amb la distribució post-Brèxit) | Distribució d'escons en les eleccions al Parlament Europeu de 2024 (en comparació amb la distribució post-Brèxit) |
| --- | --- | --- | --- | --- | --- | --- | --- | --- | --- | --- |
| Estat membre | Escons | Dif. | | Estat membre | Escons | Dif. | | Estat membre | Escons | Dif. |
| Alemanya | 96 | | Grècia | 21 | | Irlanda | 14 | 1 | | |
| França | 81 | 2 | Hongria | 21 | | Croàcia | 12 | | | |
| Itàlia | 76 | | Portugal | 21 | | Lituània | 11 | | | |
| Espanya | 61 | 2 | Suècia | 21 | | Letònia | 9 | 1 | | |
| Polònia | 53 | 1 | Àustria | 20 | 1 | Eslovènia | 9 | 1 | | |
| Romania | 33 | | Bulgària | 17 | | Estònia | 7 | | | |
| Països Baixos | 31 | 2 | Finlàndia | 15 | 1 | Xipre | 6 | | | |
| Bèlgica | 22 | 1 | Dinamarca | 15 | 1 | Luxemburg | 6 | | | |
| Txèquia | 21 | | Eslovàquia | 15 | 1 | Malta | 6 | | | |
| | | | | | | | | Total: | 720 | 15 |

### Dates de les eleccions
Les eleccions es van celebrar en diverses dates en els diversos estats membres de la Unió Europea, sempre dins del rang de quatre dies que acorda el Parlament Europeu, i que en aquesta ocasió va ser del dijous 6 al diumenge 9 de juny. Aquest va ser el calendari per a les eleccions de 2024:
| 6 de juny      | 7 de juny | 8 de juny                                                       | 9 de juny |
| -------------- | --------- | --------------------------------------------------------------- | --- |
| Països Baixos. | Txèquia.  | Txèquia.                                                        | Alemanya, Àustria, Bèlgica, Bulgària, Croàcia, Dinamarca, Eslovènia, Espanya, Estònia, Finlàndia, França metropolitana, Grècia, Hongria, Lituània, Luxemburg, Polònia, Portugal, Romania, Suècia i Xipre. |
| Països Baixos. | Irlanda.  | Circumscripció Ultramar de França, Letònia, Malta i Eslovàquia. | Alemanya, Àustria, Bèlgica, Bulgària, Croàcia, Dinamarca, Eslovènia, Espanya, Estònia, Finlàndia, França metropolitana, Grècia, Hongria, Lituània, Luxemburg, Polònia, Portugal, Romania, Suècia i Xipre. |
| Països Baixos. | Irlanda.  | Itàlia.                                                         | |

### Escrutini
Fins a l'hora de tancament dels punts de votació del darrer estat de la Unió Europea, no es van poder donar a conèixer els resultats, encara que els col·legis electorals haguessin tancat dies abans.

## Candidatures europees i candidats a la Comissió Europea
Els partits dels estats membre de la Unió Europea solen organitzar-se a través de partits polítics europeus. Per a ser un partit oficial, les agrupacions han de tenir una representació significativa en almenys una quarta part dels estats (actualment 7 països), respectar els valors i principis sobre els quals es funda la Unió Europea i haver participat en les eleccions europees, o haver manifestat la seva intenció de fer-ho.
Al final de la IX legislatura del Parlament Europeu, tenien presència un total de 15 partits polítics europeus, o aliances informals de partits polítics de la Unió Europea. El Partit Popular Europeu era el que més presència tenia, seguit del Partit dels Socialistes Europeus i del Partit de l'Aliança dels Liberals i Demòcrates per Europa. Uns altres, com Animal Politics EU, tenien només un representant.
A més, els partits polítics europeus formen els grups polítics del Parlament Europeu. No obstant això, aquests grups no sempre corresponen totalment amb els partits, ja que sovint diversos partits polítics formen un únic grup o diputats d'un mateix partit formen part de grups diferenciats. Si bé, en aquestes eleccions el Partit de l'Aliança dels Liberals i Demòcrates per Europa i el Partit Demòcrata Europeu, que formen part del grup Renovar Europa, junt amb el francès Renaixement, van decidir generar una plataforma electoral sota el nom "Renovar Europa Ara".
La majoria dels partits polítics europeus van nomenar candidats a president del Consell Europeu. Els dos principals partits, i els que més opcions tenien d'aconseguir la presidència, van nomenar l'actual presidenta de la Comissió Europea Ursula von der Leyen, per part dels populars, i a Nicolas Schmit, per part dels socialistes. Uns altres van preferir nomenar dos candidats, com el Partit Verd Europeu amb Bas Eickhout i Terry Reintke o l'Aliança Lliure Europea amb Maylis Roßberg i Raül Romeva, o inclús un equip com Renovar Europa Ara, amb Marie-Agnes Strack-Zimmermann, Valérie Hayer i Sandro Gozi.

### Partit Popular Europeu

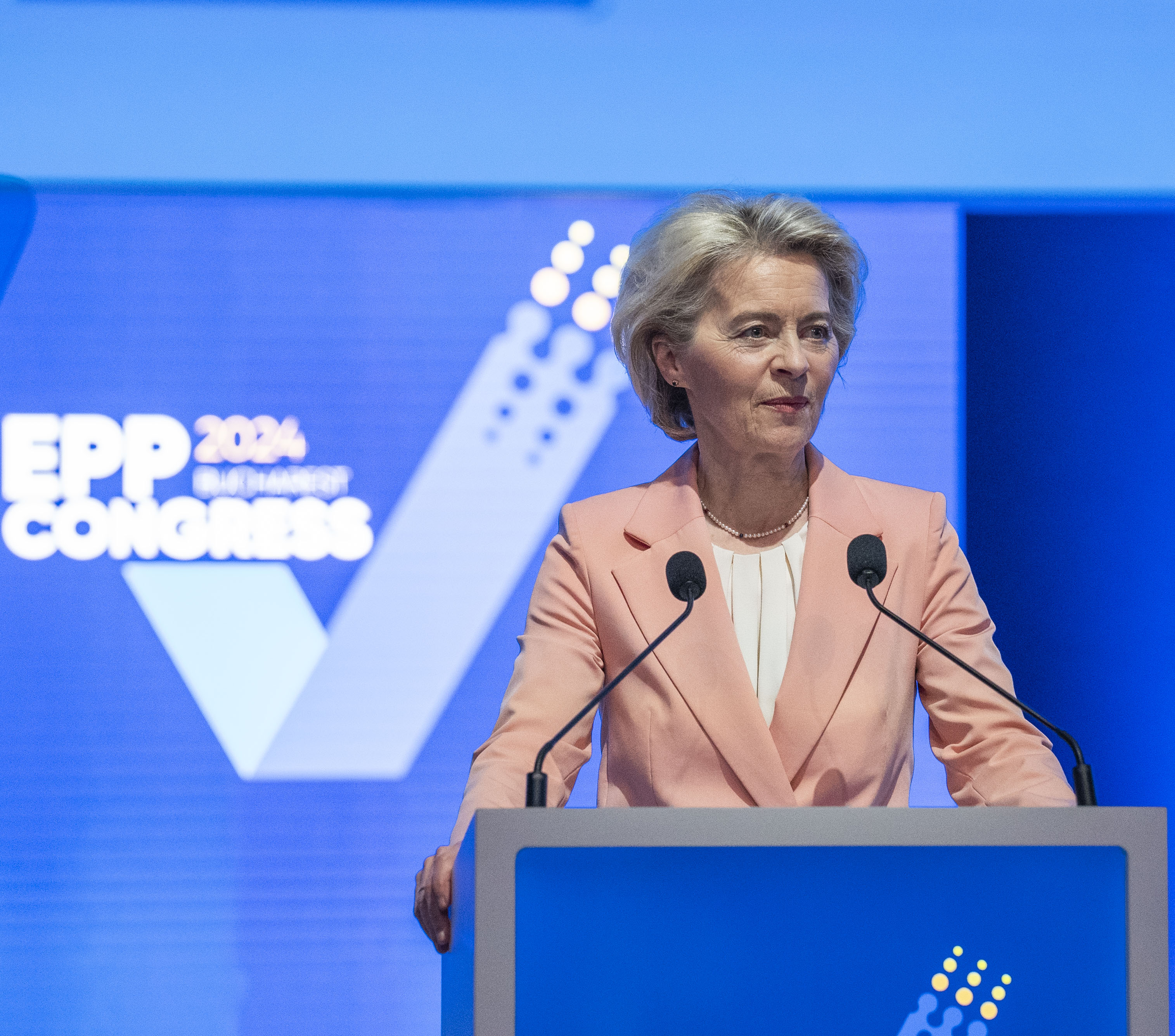
Ursula von der Leyen al congrés del Partit Popular Europeu de 2024.

- Candidata a presidenta: Ursula von der Leyen.
- Grup parlamentari: Grup del Partit Popular Europeu.
- Manifest: La nostra Europa Arxivat 2024-06-09 a Wayback Machine..

El Partit Popular Europeu (PPE) agrupava final de legislatura a 84 partits d'estats membres de la Unió Europea i de fora d'aquesta, amb ideologies entorn de la democràcia cristiana, el conservadorisme, el conservadorisme liberal, el conservadorisme social, l'humanisme cristià i l'europeisme. La Unió Demòcrata Cristiana d'Alemanya, el Partit Popular d'Espanya i la Plataforma Cívica de Polònia van ser les principals forces del partit en la legislatura 2019-2024 del Parlament Europeu.
Quant a la candidatura per a presidir la Comissió Europea, la família popular va apostar dijous 7 de març de 2024, amb un 82% dels vots emesos, per l'actual presidenta de la Comissió Ursula von der Leyen. L'elecció no va estar exempta de polèmica per les tensions internes al Partit Popular Europeu sobre l'agenda verda de la Unió Europea i els possibles pactes amb els partits ultraconservadors i d'ultradreta.

### Partit dels Socialistes Europeus

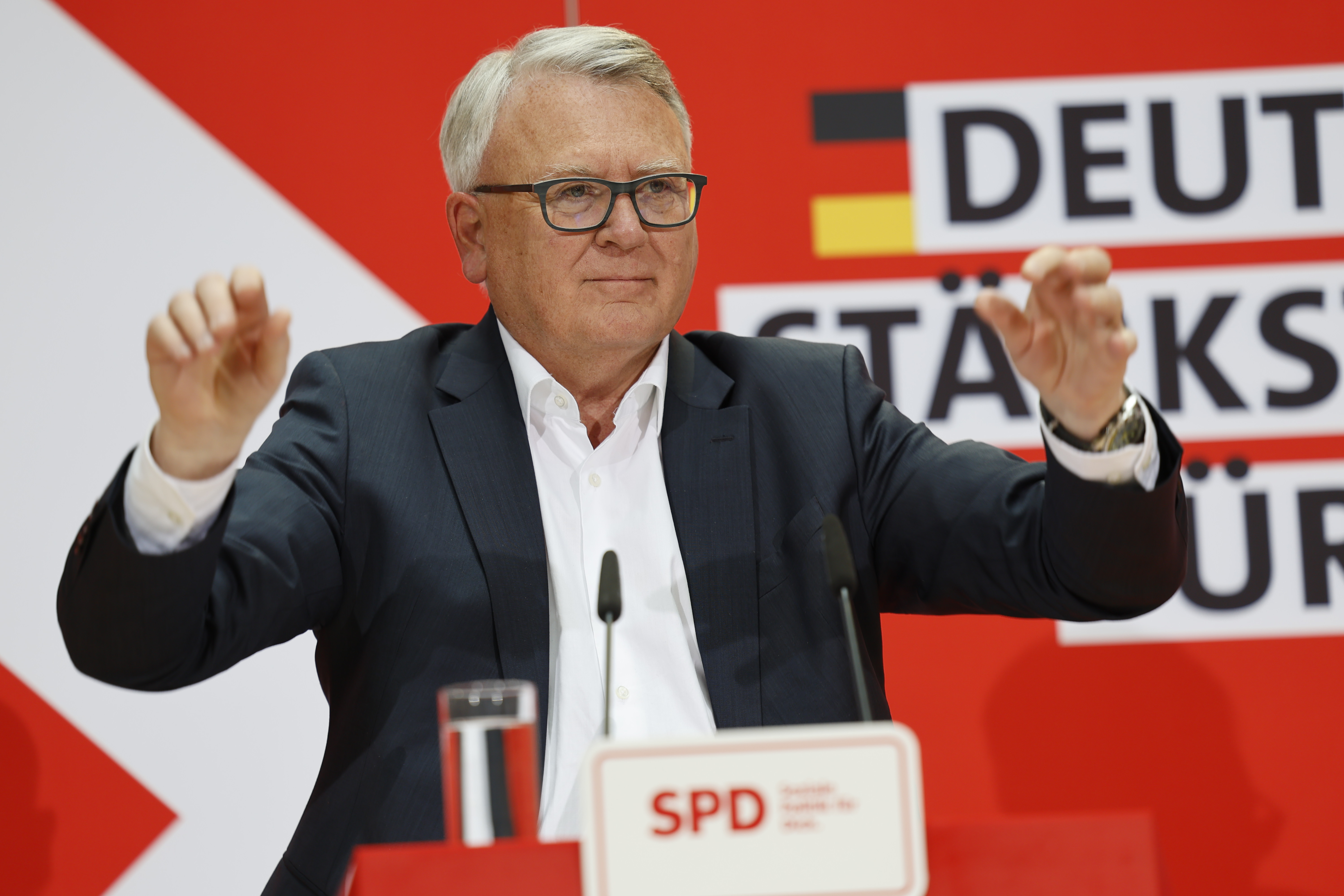
Nicolas Schmit a un acte del Partit Socialdemòcrata d'Alemanya de 2024.

- Candidat a president: Nicolas Schmit.
- Grup parlamentari: Aliança Progressista de Socialistes i Demòcrates.
- Manifest: L'Europa que volem.

El Partit dels Socialistes Europeus (PSE) agrupava en 2024 a 62 partits d'estats membres de la Unió Europea i de fora d'aquesta, amb ideologies socialdemòcrates, socialistes i laboristes. En la legislatura 2019-2024, el Partit Socialista Obrer Espanyol, el Partit Socialdemòcrata d'Alemanya i el Partit Democràtic d'Itàlia van portar el pes del partit en el Parlament Europeu.
Si bé, des del 13 d'octubre de 2023, els partits Direcció - Socialdemocràcia i Veu - Socialdemocràcia d'Eslovàquia van ser suspesos de militància al partit, i expulsats del Grup de l'Aliança Progressista de Socialistes i Demòcrates, pel seu acord amb el Partit Nacional Eslovac, considerat ultranacionalista i d'extrema dreta, per a la constitució d'un nou govern a l'estat.
Per a la presidència de la Comissió Europea, la família socialista va triar el 2 de març de 2024, a la ciutat italiana de Roma, al comissari europeu d'ocupació i drets socials, el luxemburguès Nicolas Schmit. El polític i economista, nascut a Differdange, és membre del Partit Socialista dels Treballadors i entre el desembre del 2013 fins al desembre del 2018, va ser ministre de Treball, Ocupació i Solidaritat al govern dirigit per Xavier Bettel, i va ser eurodiputat a la IX legislatura, des de la constitució i fins al seu nomenament com a comissari l'1 de desembre de 2020.

### Renovar Europa

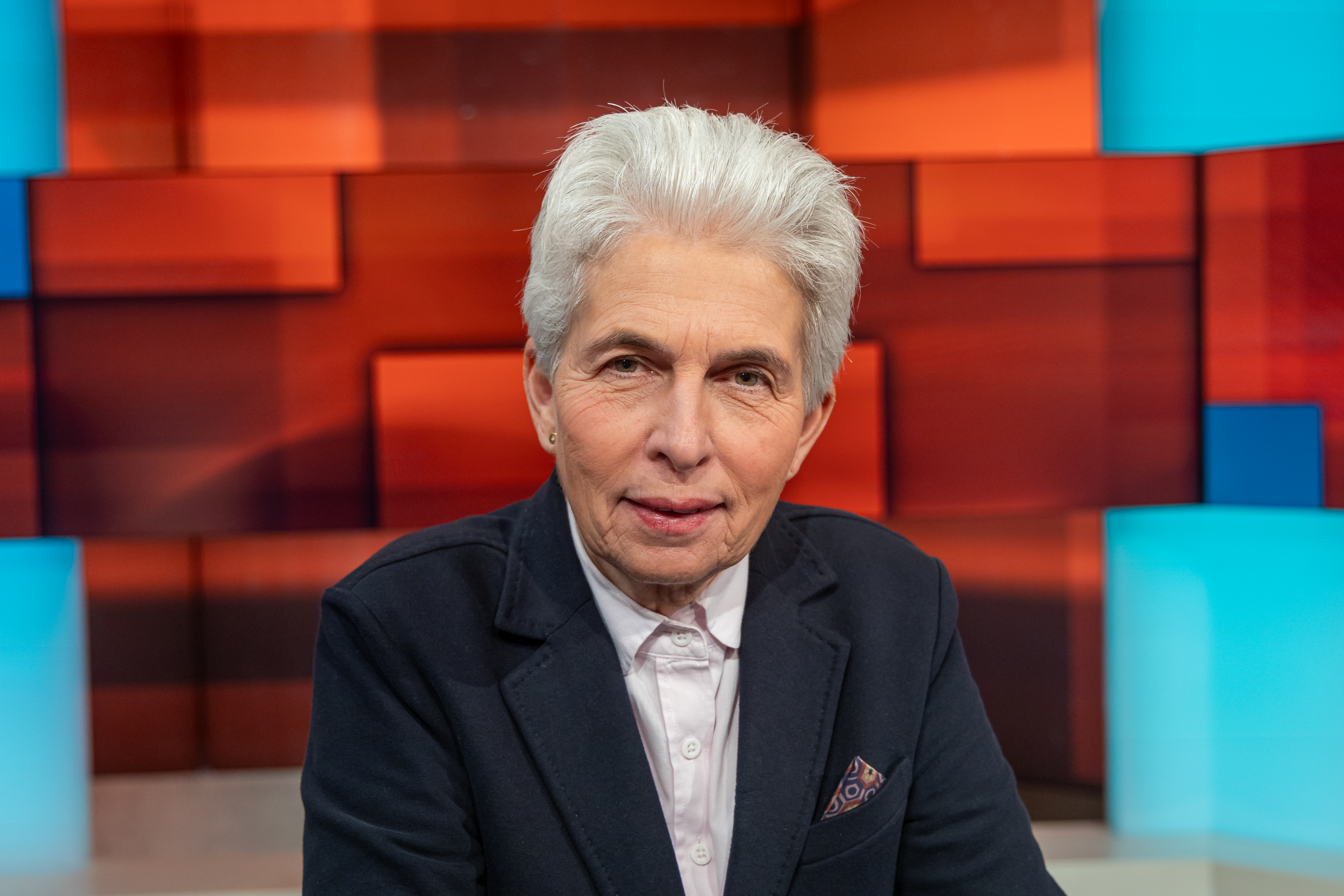
Marie-Agnes Strack-Zimmermann al programa alemany WRD-Show el desembre de 2023.

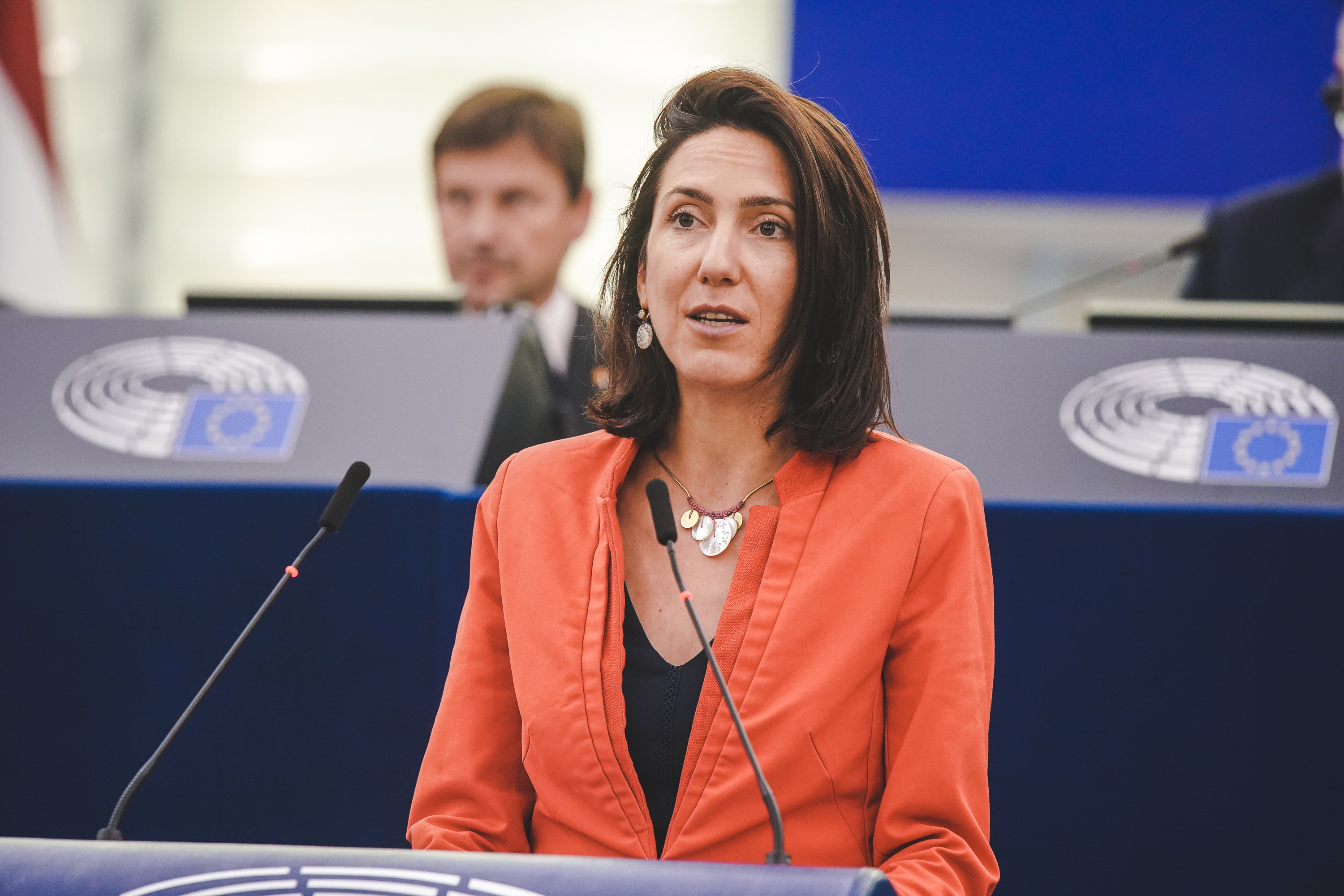
Valérie Hayer al Parlament Europeu el 2024.

- Candidats a president: Equip Europa (Marie-Agnes Strack-Zimmermann, Valérie Hayer i Sandro Gozi).
- Grup parlamentari: Renovar Europa.
- Manifest: Renovar Europa ara (ALDE: La teva Europa, la teva llibertat | PDE: Reinventar Europa).

Els partits integrats al grup Renovar Europa (RE), el Partit de l'Aliança dels Liberals i Demòcrates per Europa (ALDE) i el Partit Demòcrata Europeu (PDE), junt amb el francès Renaixement d'Emmanuel Macron, van decidir conformar una plataforma electoral conjunta sota el nom "Renovar Europa Ara". Dins les seves files es troben partits amb corrents ideològics com el socioliberalisme, el radicalisme, el liberalisme clàssic, el centrisme, el liberalisme conservador i el federalisme europeu.
Per a les institucions europees, no només per a la presidència de la Comissió Europea, es va proposar l'Equip Europa amb tres persones: la diputada alemanya del Bundestag i membre del Partit Democràtic Lliure Marie-Agnes Strack-Zimmermann per l'Aliança dels Liberals i Demòcrates, l'eurodiputada francesa Valérie Hayer per Renaixement, i l'eurodiputat italià Sandro Gozi pel Partit Demòcrata.

### Partit dels Conservadors i Reformistes Europeus
- Candidat a president: sense candidat.
- Grup parlamentari: Conservadors i Reformistes Europeus.
- Manifest: Manifest del partit.

El Partit dels Conservadors i Reformistes Europeus (CRE) agrupava 20 partits de diversos països de tot el continent, d'ideologia conservadora, nacional conservadora, euroescèptica i anti federalista europea. En la legislatura 2019-2024, Germans d'Itàlia, Llei i Justícia de Polònia, Vox d'Espanya i el Partit Democràtic Cívic de Txèquia van portar el pes del partit en el Parlament Europeu.
De la mateixa manera que el Partit Identitat i Democràcia, els Conservadors i Reformistes es van negar a proclamar candidat a la presidència de la Comissió Europea per divergències sobre el sistema del Spitzenkandidat.

### Partit Verd Europeu

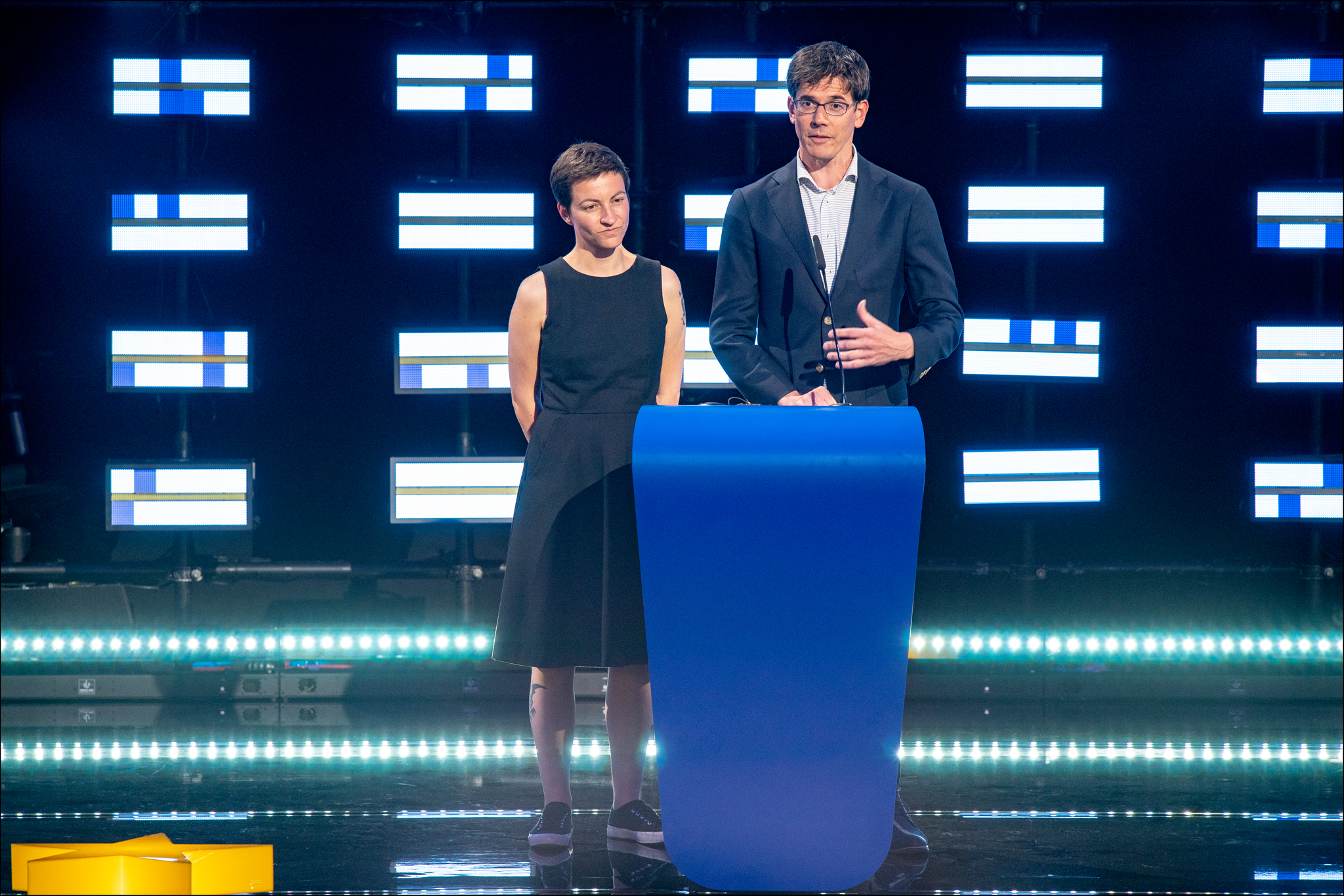
Discurs de proclamació de Bas Eickhout i Terry Reintke com a candidats del Partit Verd Europeu.

- Candidats a president: Bas Eickhout i Terry Reintke.
- Grup parlamentari: Els Verds/Aliança Lliure Europea.
- Manifest: Coratge per canviar.

El Partit Verd Europeu (PVE) agrupava abans de les eleccions a 42 partits ecologistes nacionals de diversos estats de tot el continent. Té com a arrel ideològica les polítiques verdes com la responsabilitat ambiental, la llibertat individual, la democràcia, la diversitat, la justícia social, la igualtat de gènere, un desenvolupament sostenible global, i la no-violència. En la IX legislatura van ser l'Aliança 90/Els Verds d'Alemanya i Europa Ecologia-Els Verds de França els partits més grans al Parlament Europeu.
Per a la presidència de la Comissió Europea el partit va tornar a apostar per una dupla d'un home i una dona, que van ser escollits el 3 de març al congrés de Lió (França). Per segona vegada Bas Eickhout, nascut en Groesbeek i membre de l'Esquerra Verda dels Països Baixos, va guanyar entre els homes amb el 57% dels vots mentre que Terry Reintke, nascuda a Gelsenkirchen i membre d'Aliança 90/Els Verds d'Alemanya, ho va fer amb entre les dones amb el 55,2%.

### Identitat i Democràcia
- Candidat a president: sense candidat.
- Grup parlamentari: Identitat i Democràcia.
- Manifest: sense manifest conjunt.

El Partit Identitat i Democràcia (ID) integrava a 11 partits polítics de 10 estats de la Unió Europea. La seva ideologia gira entorn de l'euroescepticisme, l'ultranacionalisme i l'extrema dreta. Els partits amb més força dins de l'Eurocambra abans de les eleccions eren el Reagrupament Nacional de França, la Lega per Salvini Premier d'Itàlia i l'Alternativa per Alemanya.
Si bé, una vegada començada la campanya electoral, el Grup Identitat i Democràcia va decidir expulsar a l'Alternativa per Alemanya després d'unes declaracions de Maximilian Krah, cap de llista del partit, afirmant que a l'organització nazi Schutzstaffel (SS) no tots eren criminals. A aquestes declaracions es va sumar l'inici de la investigació a Krah, junt amb el seu número dos Petr Bystrom, per suposadament rebre diners de Rússia. Aquesta decisió, impulsada per Reagrupament Nacional, va rebre el suport de la Lliga i Llibertat i Democràcia Directa, mentre que Interès Flamenc i el Partit Popular Danès van mostrar els seus dubtes.
De la mateixa manera que el Partit dels Conservadors i Reformistes Europeus, Identitat i Democràcia es van negar a proclamar candidat a la presidència de la Comissió Europea per divergències sobre el sistema del Spitzenkandidat.

### Partit de l'Esquerra Europea

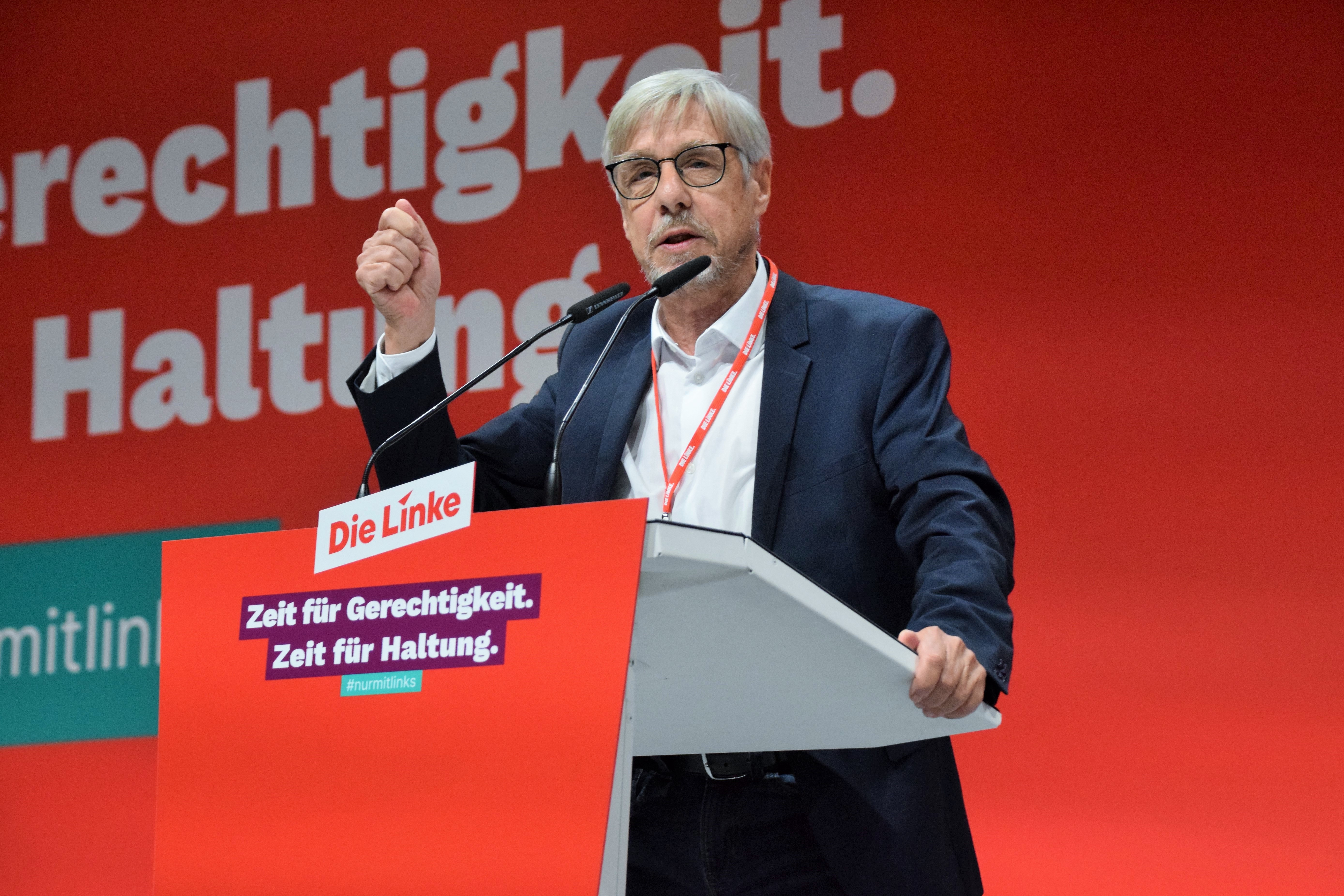
Walter Baier en un acte de L'Esquerra (Alemanya).

- Candidat a president: Walter Baier.
- Grup parlamentari: L'Esquerra en el Parlament Europeu.
- Manifest: El nostre moment.

El Partit de l'Esquerra Europea (PEE) agrupava 45 partits de diversos països de la Unió Europea i de la resta del continent, tant de ple dret com observadors. La formació és considerada d'esquerra anticapitalista europea, sent principalment dels corrents comunistes i socialistes democràtics. La principal força al Parlament Europeu durant la legislatura 2019-2024 va ser L'Esquerra d'Alemanya.
Per a la candidatura a la presidència de la Comissió Europea, l'assemblea del partit va escollir, el 24 de febrer de 2024 a Eslovènia, a Walter Baier, nascut a Viena, doctor en economia i durant més d'una dècada president del Partit Comunista d'Àustria.
Igual que a les eleccions europees de 2019, l'aliança europea Ara la Gent formada per diversos partits membres i observadors del Partit de l'Esquerra Europea, com el Bloc d'Esquerra de Portugal o França Insubmisa, de l'Aliança de l'Esquerra Verda Nòrdica, com l'Aliança Roja-Verda de Dinamarca i l'Aliança d'Esquerra de Finlàndia, junt amb el partit Podem d'Espanya i Euskal Herria Bildu, van promoure un manifest conjunt electoral, en aquest cas sota el nom "Europa per la gent".

### Aliança Lliure Europea
- Candidat a president: Maylis Roßberg i Raül Romeva.
- Grups parlamentaris: Els Verds/Aliança Lliure Europea i Conservadors i Reformistes Europeus.
- Manifest: Una Europa per a tots.

L'Aliança Lliure Europea (ALE) agrupava en 2024 a 39 partits d'estats membres de la Unió Europea i de fora d'aquesta, per la defensa del dret d'autodeterminació, els drets humans, civils i polítics, així com la diversitat cultural i lingüística. Al final de la legislatura 2019-2024, tenien representació al Parlament Europeu la Nova Aliança Flamenca, Esquerra Republicana de Catalunya, el Bloc Nacionalista Gallec, el Partit de la Nació Corsa i la Unió Democràtica de Bretanya.
Per a la presidència de la Comissió Europea van nomenar en Raül Romeva d'Esquerra Republicana de Catalunya, nascut a Madrid i economista, doble doctor (en Relacions Internacionals i en Ciències de l'Educació i l'Esport), escriptor, analista i polític català represaliat per l'estat espanyol, i a na Maylis Roßberg de l'Associació de Votants de Schleswig Meridional.

### Moviment Polític Cristià Europeu
- Candidat a president: Valeriu Ghilețchi.
- Grups parlamentaris: Grup del Partit Popular Europeu i Conservadors i Reformistes Europeus.
- Manifest: elevar. apoderar. involucrar.

El Moviment Polític Cristià Europeu (MPCE) integrava en 2024 a 29 partits polítics de països de la Unió Europea i la resta del continent. La seva ideologia gira entorn del catolicisme i el conservadorisme. Al final de la IX legislatura del Parlament Europeu tenien 5 representants dels partits Jobbik - Conservadors d'Hongria, Unió Cristiana i Partit Polític Reformat de Països Baixos, el Partit de les Famílies d'Alemanya i el Partit Nacional Conservador Romanès.
Per a la presidència de la Comissió Europea el partit va nomenar el seu president, el romanès moldau Valeriu Ghiletchi, pastor, enginyer i exmembre de la delegació moldava a l'Assemblea Parlamentària del Consell d'Europa, on va arribar a ser vicepresident de la Comissió d'Assumptes Socials, Salut i Desenvolupament Sostenible.

### Partit Pirata Europeu
- Candidat a president: Marcel Kolaja i Anja Hirschel.
- Grup parlamentari: Els Verds/Aliança Lliure Europea.
- Manifest: Programa comú europeu.

El Partit Pirata Europeu (Pirates) agrupa 23 partits de 19 països del continent europeu. La seva ideologia gira entorn dels drets humans, el dret d'accés a la informació, la democràcia directa i la transparència. Abans de les eleccions, els seus representants al Parlament Europeu eren el Partit Pirata de Txèquia, amb tres diputats, i el Partit Pirata d'Alemanya, amb un escó.
De cara a la presidència de la Comissió Europea el partit va nomenar, a l'assemblea general celebrada a Luxemburg el gener de 2024, a Marcel Kolaja del Partit Pirata de Txèquia, activista pels drets digitals i la innovació, i a la regidora d'Ulm Anja Hirschel, del Partit Pirata d'Alemanya.

### Volt Europa
- Candidat a president: Damian Boeselager i Sophie in 't Veld.
- Grups parlamentaris: Els Verds/Aliança Lliure Europea i Renovar Europa.
- Manifest: Programa electoral "Moonshot".

Volt Europa és un partit paneuropeu amb presència a gran part dels estats membre de la Unió Europea i que va presentar llistes a 15 estats en aquestes eleccions. El partit es defineix de centre i aposta pel socioliberalisme, l'europeisme, el federalisme europeu, l'ecologisme i el progressisme. Abans de les eleccions estava representat per dos eurodiputats per Alemanya i Països Baixos.
Per a la presidència de la Comissió Europea, Volt Europa va escollir els seus dos parlamentaris de la IX legislatura del Parlament Europeu, l'holandesa Sophie in 't Veld, nascuda a Vollenhove i exmembre de Demòcrates 66, i l'alemany Damian Boeselager, filòsof i economista nascut a Frankfurt del Main.

### Animal Politics EU
- Candidat a president: sense candidat.
- Grup parlamentari: L'Esquerra en el Parlament Europeu.
- Manifest: Els animals no poden votar, però tu sí![89]

Animal Politics EU (APEU) es una organització política que agrupa a 6 partits polítics de 6 estats membres de la Unió Europea per la defensa dels drets dels animals i l'ecologisme. La coalició no va anunciar cap candidat a la presidència de la Comissió Europea i només disposava d'un representant al final de la IX legislatura del Parlament Europeu pel Partit pels Animals dels Països Baixos.

## Debats electorals
Durant la campanya electoral, es van celebrar 3 debats amb la presència d'alguns dels candidats a la presidència de la Comissió Europea. Aquest número va ser inferior als 8 que es van celebrar a les eleccions al Parlament Europeu de 2019, i no va incloure cap cara a cara entre els candidats del Partit Popular Europeu i el Partit dels Socialistes Europeus.

### Debat d'Studio Europa Maastricht i Politico Europe

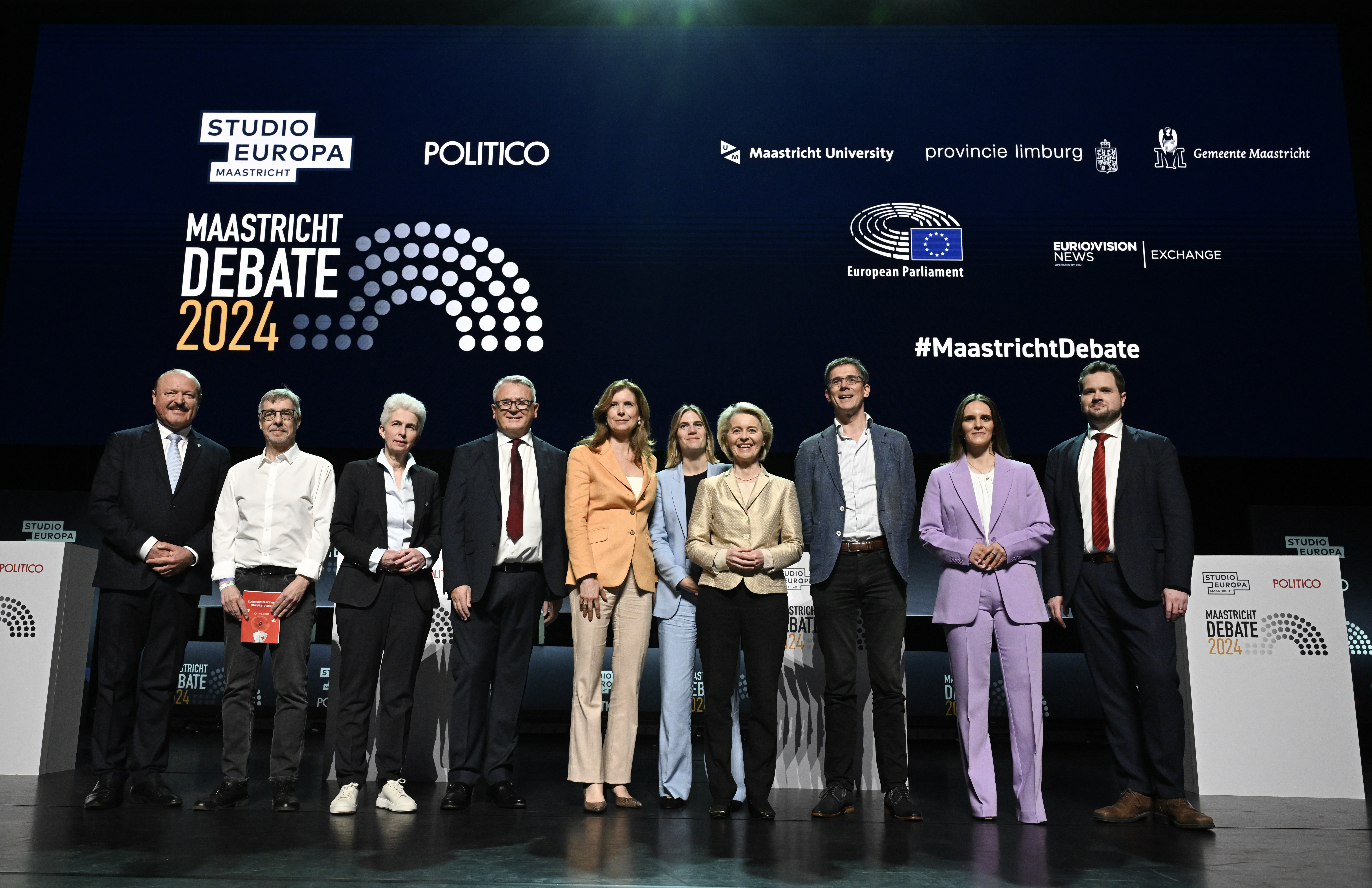
Participants al debat d'Studio Europa Maastricht i Politico Europe.

- Participants: Ursula von der Leyen (PPE), Nicolas Schmit (PSE), Marie-Agnes Strack-Zimmermann (RE), Bas Eickhout (PVE), Anders Vistisen (ID), Walter Baier (PEE), Maylis Roßberg (ALE) i Valeriu Ghilețchi (MPCE).
- Transmissió:  Debat de Maastricht 2024 a YouTube.

El primer debat es va celebrar el dilluns 29 d'abril de 2024, de 19:00 a 20:30, al Teatre de Vrijthof de Maastricht (Països Baixos). Va ser organitzat per Studio Europa Maastricht i Politico Europe i va ser l'Eurovision News Exchange de la UER qui va distribuir el senyal a la seva xarxa de mitjans de comunicació de servei públic. Va ser la tercera edició de la iniciativa de la Universitat de Maastricht anomenada "Debat de Maastricht" on es van convidar els deu partits polítics europeus inscrits al registre de partits de la Unió Europea, si bé el Partit dels Conservadors i Reformistes Europeus va decidir no participar.
Les preguntes del debat es van centrar en tres temes principals: el canvi climàtic, la política exterior i de seguretat i la democràcia en la Unió Europea. Durant el debat, Ursula von der Leyen va indicar que estaria oberta a un acord amb el grup dels Conservadors i Reformistes Europeus després de les eleccions, afirmant que aquesta "dependrà molt de com sigui la composició del Parlament, i qui està en cada grup".

### Debat de Bruegel i Financial Times

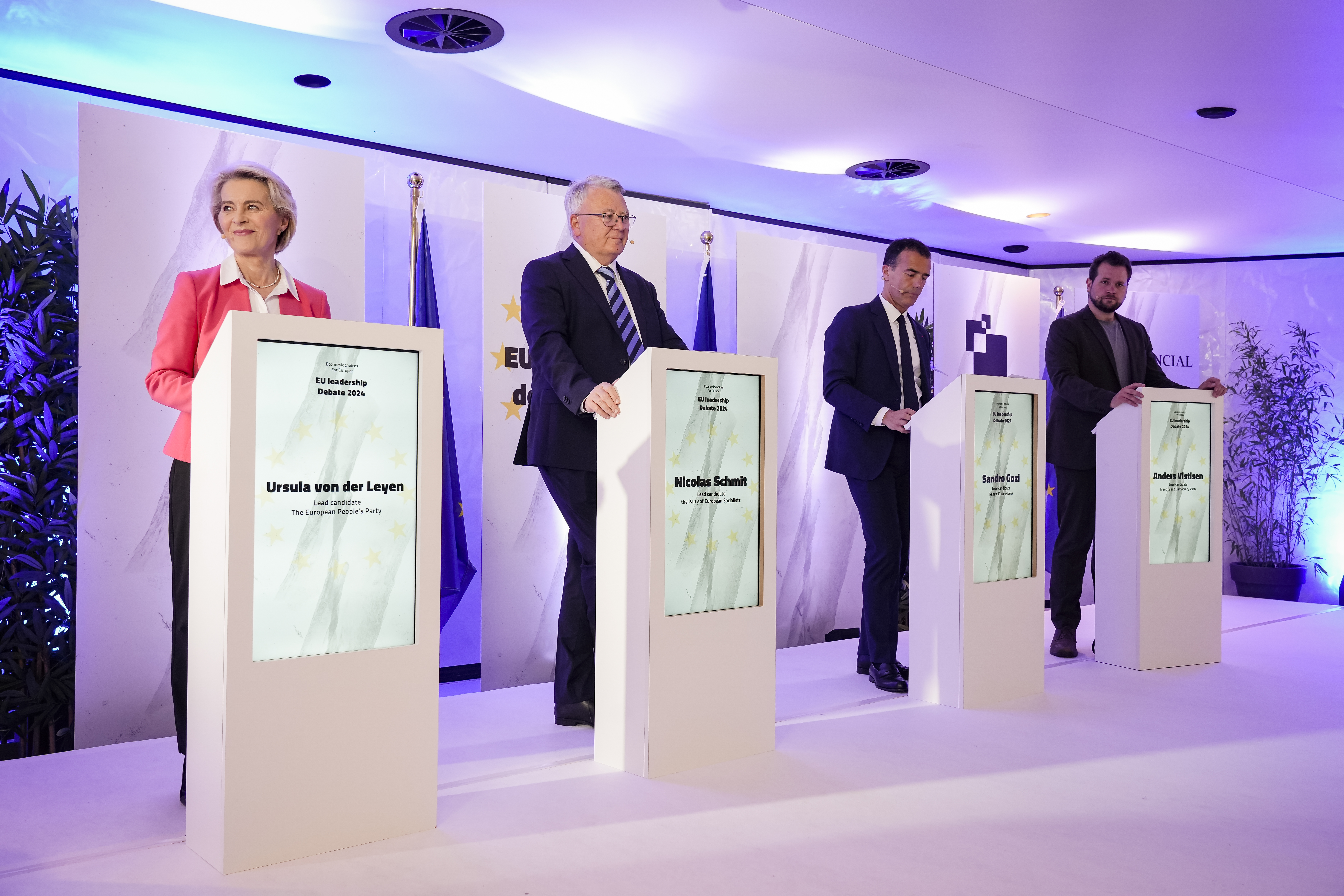
Participants al debat de Bruegel i Financial Times.

- Participants: Ursula von der Leyen (PPE), Nicolas Schmit (PSE), Sandro Gozi (RE) i Anders Vistisen (ID).
- Transmissió:  Debat de Bruegel i Financial Times a Vimeo.

El segon debat es va celebrar el dimarts 21 de maig de 2024, de 17:00 a 18:15, a Brussel·les (Bèlgica). Va ser organitzat pel think tank Bruegel i el mitjà de comunicació econòmic Financial Times. Les preguntes del debat es van centrar en la política econòmica de la Unió Europea.

### Debat de la Unió Europea de Radiodifusió

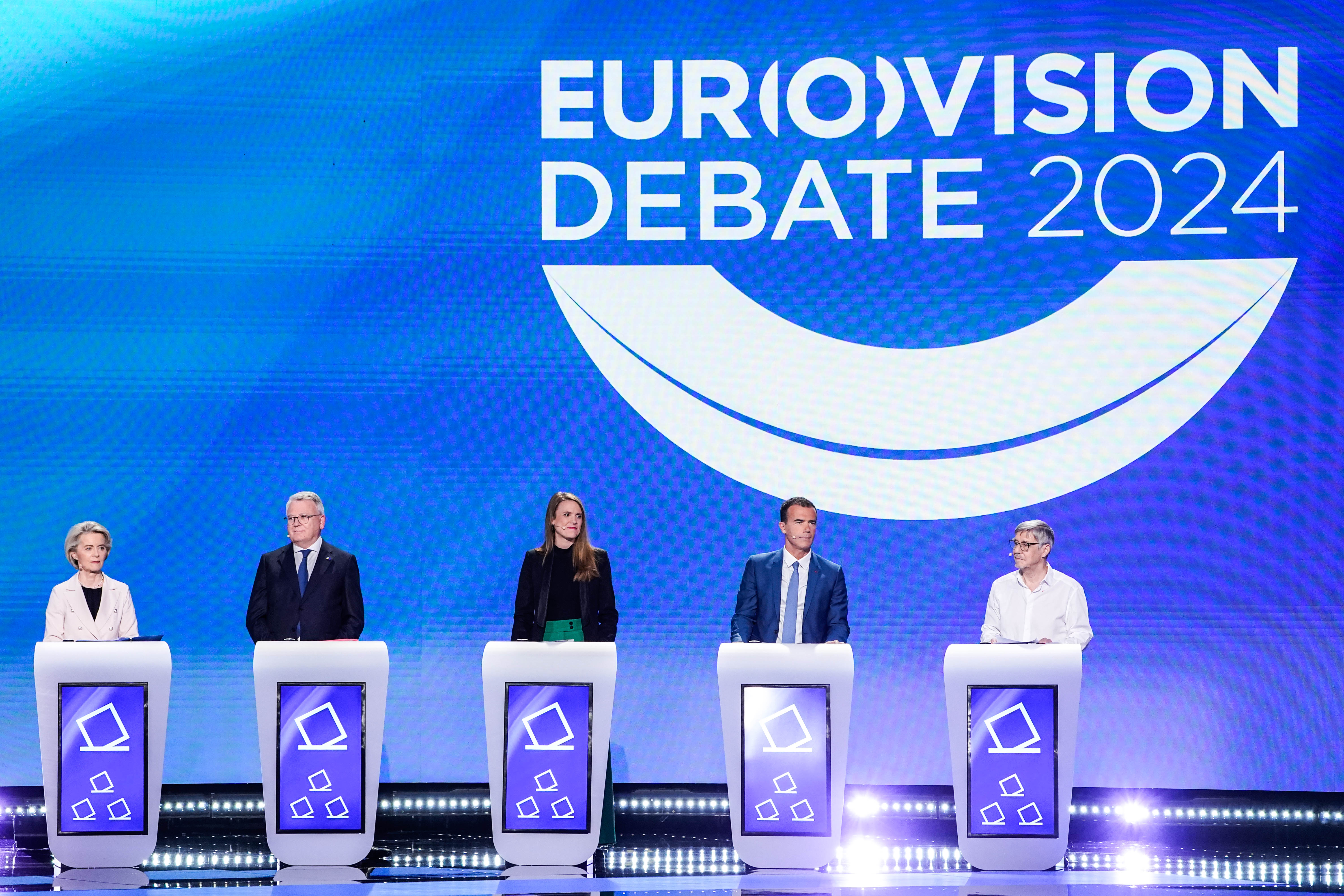
Participants al debat de la Unió Europea de Radiodifusió.

- Participants: Ursula von der Leyen (PPE), Nicolas Schmit (PSE), Sandro Gozi (RE), Terry Reintke (PVE) i Walter Baier (PEE).
- Transmissió:  Debat d'Eurovisió a YouTube.

El tercer debat es va celebrar el dijous 23 de maig de 2024, de 15:00 a 17:00, al Parlament Europeu de Brussel·les (Bèlgica). Va ser organitzat per la Unió Europea de Radiodifusió (UER) juntament amb el Parlament Europeu i es va emetre en canals de mitjans de servei públic de la xarxa i en plataformes en línia. El debat va tenir lloc en anglès, amb interpretació a les 24 llengües oficials de la Unió i en llengua de signes internacional.
Les invitacions al debat van ser enviades per la UER als deu partits polítics europeus reconeguts, però amb una limitació d'un candidat a la presidència de la Comissió Europea de cadascun dels set grups polítics del Parlament Europeu. El 7 de maig, la Unió Europea de Radiodifusió va anunciar els candidats per al debat, informant que els Conservadors i Reformistes i Identitat i Democràcia van ser considerats no elegibles per participar en el debat, ja que no van proposar candidats a la presidència.
Aquesta decisió va provocar polèmica i el rebut per part dels dos partits exclosos, afirmant Anders Vistisen (ID) que era una mostra més de com "s'ha tocat fons respecte als estàndard democràtics". També l'Aliança Lliure Europea va criticar la seva exclusió per la decisió de només permetre un candidat per grup, sent el Partit Verd Europeu qui tenia prioritat sobre ells.
Les preguntes del debat es van centrar en sis temes principals: economia i ocupació, defensa i seguretat, clima i medi ambient, democràcia i lideratge, migració i fronteres i innovació i tecnologia.

## Resultats

### Resultats globals
Les eleccions van donar com a resultat l'entrada de més d'una cinquantena de nous partits, especialment partits populistes i d'extrema dreta, com l'Aliança Sahra Wagenknecht - Per la Raó i la Justícia (BSW) d'Alemanya, la Confederació de Llibertat i Independència de Polònia, Reconquesta de França o l'Aliança per a la Unió dels Romanesos. També es va beneficiar Volt Europa, que va aconseguir entrada a dos estats.
Pel que fa als partits polítics europeus, el Partit Popular Europeu (PPE) va tornar a guanyar les eleccions amb 176 diputats al Parlament Europeu, 4 més que fa cinc anys, mentre que el Partit Socialista Europeu (PSE) es va quedar amb 139, 5 menys que l'anterior convocatòria electoral, sent 6 d'ells dels partits eslovacs suspesos. El PPE va créixer especialment a Espanya i Polònia mentre el PSE es va mantenir més estable, amb una pujada remarcable del Partit Socialista a França.
La tercera força va ser per l'aliança Renovar Europa (RE) amb 74 escons, amb una baixada de 30 escons respecte als resultats del Partit de l'Aliança dels Liberals i Demòcrates per Europa (ALDE), el Partit Demòcrata Europeu (PDE) i el francès Renaixement d'Emmanuel Macron el 2019. Els segueixen el Partit dels Conservadors i Reformistes Europeus (ECR) i el Partit Identitat i Democràcia (ID) amb 58 escons ambdós, amb una pujada de 13 escons pels conservadors, dos menys dels que perd el Partit Verd Europeu (PVE), que es queda amb 42 escons.
La setena força serà, una vegada més, el Partit de l'Esquerra Europea (PEE) que aconsegueix 26 escons, 6 més que l'anterior convocatòria electoral, especialment per l'entrada de França Insubmisa i Sortu com a partits observadors. Més abaix se situen l'Aliança Lliure Europea (ALE) amb 6 escons, perdent 5 sobre 2019, Volt Europa amb 5 escons, que en puja 4, el Moviment Polític Cristià Europeu (MPCE) amb 4 eurodiputats, 1 més que 2019, els partits englobats a Animal Polítics EU (APEU) amb 2 escons, perdent el representant portuguès, i el Partit Pirata Europeu (Pirates) que es queda només amb 1 escó, 3 menys que l'anterior convocatòria.
| Partit polític europeu                                                                              | Partit polític europeu                                              | Partit polític europeu                                           | MEP                                                              | MEP                                                              | %                                                     | Grup/s            | MEP | MEP   | %      |
| --------------------------------------------------------------------------------------------------- | ------------------------------------------------------------------- | ---------------------------------------------------------------- | ---------------------------------------------------------------- | ---------------------------------------------------------------- | ----------------------------------------------------- | ----------------- | --- | ----- | ------ |
| |                                                                     | Partit Popular Europeu (PPE)                                     | Partit Popular Europeu (PPE)                                     | Partit Popular Europeu (PPE)                                     | Partit Popular Europeu (PPE)                          | PPE               | 176 | 4     | 24,44% |
| Unió Demòcrata Cristiana (CDU)                                                                      | 23                                                                  | =                                                                | 3,19%                                                            |                                                                  |                                                       | PPE               | 176 | 4     | 24,44% |
| Partido Popular (PP)                                                                                | 22                                                                  | 9                                                                | 3,06%                                                            |                                                                  |                                                       | PPE               | 176 | 4     | 24,44% |
| Plataforma Cívica (PO)                                                                              | 21                                                                  | 9                                                                | 2,92%                                                            |                                                                  |                                                       | PPE               | 176 | 4     | 24,44% |
| Força Itàlia (FI)                                                                                   | 8                                                                   | 1                                                                | 1,11%                                                            |                                                                  |                                                       | PPE               | 176 | 4     | 24,44% |
| Partit Nacional Liberal (PNL) [en coalició amb el Partit Socialdemòcrata]                           | 8                                                                   | 2                                                                | 1,11%                                                            |                                                                  |                                                       | PPE               | 176 | 4     | 24,44% |
| Nova Democràcia (ND)                                                                                | 7                                                                   | 1                                                                | 0,97%                                                            |                                                                  |                                                       | PPE               | 176 | 4     | 24,44% |
| Unió Social Cristiana de Baviera (CSU)                                                              | 6                                                                   | =                                                                | 0,83%                                                            |                                                                  |                                                       | PPE               | 176 | 4     | 24,44% |
| Unió Democràtica Croata (HDZ)                                                                       | 6                                                                   | 2                                                                | 0,83%                                                            |                                                                  |                                                       | PPE               | 176 | 4     | 24,44% |
| Els Republicans (LR)                                                                                | 6                                                                   | 1                                                                | 0,83%                                                            |                                                                  |                                                       | PPE               | 176 | 4     | 24,44% |
| Partit Socialdemòcrata (PSD) [dins la coalició Aliança Democràtica]                                 | 6                                                                   | =                                                                | 0,83%                                                            |                                                                  |                                                       | PPE               | 176 | 4     | 24,44% |
| Partit Popular d'Àustria (ÖVP)                                                                      | 5                                                                   | 2                                                                | 0,69%                                                            |                                                                  |                                                       | PPE               | 176 | 4     | 24,44% |
| Ciutadans pel Desenvolupament Europeu de Bulgària - Unió de Forces Democràtiques (GERB-SDS)         | 5                                                                   | 1                                                                | 0,69%                                                            |                                                                  |                                                       | PPE               | 176 | 4     | 24,44% |
| Partit Democràtic Eslovè (SDS)                                                                      | 4                                                                   | 1                                                                | 0,56%                                                            |                                                                  |                                                       | PPE               | 176 | 4     | 24,44% |
| Partit de la Coalició Nacional (KOK)                                                                | 4                                                                   | 1                                                                | 0,56%                                                            |                                                                  |                                                       | PPE               | 176 | 4     | 24,44% |
| Fine Gael (FG)                                                                                      | 4                                                                   | 1                                                                | 0,56%                                                            |                                                                  |                                                       | PPE               | 176 | 4     | 24,44% |
| Partit Moderat (M)                                                                                  | 4                                                                   | =                                                                | 0,56%                                                            |                                                                  |                                                       | PPE               | 176 | 4     | 24,44% |
| Crida Demòcrata Cristiana (CDA)                                                                     | 3                                                                   | 1                                                                | 0,42%                                                            |                                                                  |                                                       | PPE               | 176 | 4     | 24,44% |
| Unió Patriòtica - Democristians Lituans (TS-LKD)                                                    | 3                                                                   | =                                                                | 0,42%                                                            |                                                                  |                                                       | PPE               | 176 | 4     | 24,44% |
| Partit Nacionalista (PN)                                                                            | 3                                                                   | 1                                                                | 0,42%                                                            |                                                                  |                                                       | PPE               | 176 | 4     | 24,44% |
| Cristià Democràtic i Flamenc (CD&V)                                                                 | 2                                                                   | =                                                                | 0,28%                                                            |                                                                  |                                                       | PPE               | 176 | 4     | 24,44% |
| Isamaa (I)                                                                                          | 2                                                                   | 1                                                                | 0,28%                                                            |                                                                  |                                                       | PPE               | 176 | 4     | 24,44% |
| Nova Unitat (JV)                                                                                    | 2                                                                   | =                                                                | 0,28%                                                            |                                                                  |                                                       | PPE               | 176 | 4     | 24,44% |
| Partit Popular Social Cristià (CSV)                                                                 | 2                                                                   | =                                                                | 0,28%                                                            |                                                                  |                                                       | PPE               | 176 | 4     | 24,44% |
| Partit Popular Polonès (PSL) [a la Coalición Tercera Via]                                           | 2                                                                   | 1                                                                | 0,28%                                                            |                                                                  |                                                       | PPE               | 176 | 4     | 24,44% |
| Unió Democràtica dels Hongaresos de Romania (RMDSZ/UDMR)                                            | 2                                                                   | =                                                                | 0,28%                                                            |                                                                  |                                                       | PPE               | 176 | 4     | 24,44% |
| TOP 09 [en la Coalició SPOLU]                                                                       | 2                                                                   | =                                                                | 0,28%                                                            |                                                                  |                                                       | PPE               | 176 | 4     | 24,44% |
| Reagrupament Democràtic (DISY)                                                                      | 2                                                                   | =                                                                | 0,28%                                                            |                                                                  |                                                       | PPE               | 176 | 4     | 24,44% |
| Els Compromesos (LE)                                                                                | 1                                                                   | =                                                                | 0,14%                                                            |                                                                  |                                                       | PPE               | 176 | 4     | 24,44% |
| Partit Social Cristià (CSP)                                                                         | 1                                                                   |                                                                  | 0,14%                                                            |                                                                  |                                                       | PPE               | 176 | 4     | 24,44% |
| Demòcrates per una Bulgària Forta (BD) [en coalició amb Continuem el Canvi]                         | 1                                                                   | =                                                                | 0,14%                                                            |                                                                  |                                                       | PPE               | 176 | 4     | 24,44% |
| Partit Popular Conservador (C)                                                                      | 1                                                                   | =                                                                | 0,14%                                                            |                                                                  |                                                       | PPE               | 176 | 4     | 24,44% |
| Moviment Democràtic Cristià (KDH)                                                                   | 1                                                                   | 1                                                                | 0,14%                                                            |                                                                  |                                                       | PPE               | 176 | 4     | 24,44% |
| Nova Eslovènia (NSi)                                                                                | 1                                                                   | =                                                                | 0,14%                                                            |                                                                  |                                                       | PPE               | 176 | 4     | 24,44% |
| Partit Popular Demòcrata Cristià (KDNP) [en coalició amb Fidesz - Unió Cívica Hongaresa]            | 1                                                                   | =                                                                | 0,14%                                                            |                                                                  |                                                       | PPE               | 176 | 4     | 24,44% |
| Partit Popular del Tirol del Sud (SVP) -observador-                                                 | 1                                                                   | =                                                                | 0,14%                                                            |                                                                  |                                                       | PPE               | 176 | 4     | 24,44% |
| Centre Democràtic Social / Partit Popular (CDS-PP) [dins la coalició Aliança Democràtica]           | 1                                                                   | =                                                                | 0,14%                                                            |                                                                  |                                                       | PPE               | 176 | 4     | 24,44% |
| Partit del Moviment Popular (PMP) [a l'Aliança Dreta Unida]                                         | 1                                                                   | 1                                                                | 0,14%                                                            |                                                                  |                                                       | PPE               | 176 | 4     | 24,44% |
| Demòcrata-Cristians (K)                                                                             | 1                                                                   | 1                                                                | 0,14%                                                            |                                                                  |                                                       | PPE               | 176 | 4     | 24,44% |
| Unió Democristiana–Partit Popular Txecoslovac (KDU–ČSL) [en la Coalició SPOLU]                      | 1                                                                   | 1                                                                | 0,14%                                                            |                                                                  |                                                       | PPE               | 176 | 4     | 24,44% |
| |                                                                     | Partit dels Socialistes Europeus (PSE)                           | Partit dels Socialistes Europeus (PSE)                           | Partit dels Socialistes Europeus (PSE)                           | Partit dels Socialistes Europeus (PSE)                | S&D               | 139 | 5     | 19,31% |
| Partit Democràtic (PD)                                                                              | 21                                                                  | 2                                                                | 2,92%                                                            |                                                                  |                                                       | S&D               | 139 | 5     | 19,31% |
| Partit Socialista Obrer Espanyol (PSOE)                                                             | 20                                                                  | 1                                                                | 2,78%                                                            |                                                                  |                                                       | S&D               | 139 | 5     | 19,31% |
| Partit Socialdemòcrata d'Alemanya (SPD)                                                             | 14                                                                  | 2                                                                | 1,94%                                                            |                                                                  |                                                       | S&D               | 139 | 5     | 19,31% |
| Partit Socialdemòcrata (PSD) [en coalició amb el Partit Nacional Liberal]                           | 11                                                                  | 2                                                                | 1,53%                                                            |                                                                  |                                                       | S&D               | 139 | 5     | 19,31% |
| Partit Socialista (PS) [a la coalició Despertar d'Europa]                                           | 10                                                                  | 4                                                                | 1,39%                                                            |                                                                  |                                                       | S&D               | 139 | 5     | 19,31% |
| Partit Socialista (PS)                                                                              | 8                                                                   | 1                                                                | 1,11%                                                            |                                                                  |                                                       | S&D               | 139 | 5     | 19,31% |
| Partit Socialdemòcrata d'Àustria (SPÖ)                                                              | 5                                                                   | =                                                                | 0,69%                                                            |                                                                  |                                                       | S&D               | 139 | 5     | 19,31% |
| Direcció - Socialdemocràcia (SMER) -suspès-                                                         | 5                                                                   | 2                                                                | 0,69%                                                            |                                                                  |                                                       | S&D               | 139 | 5     | 19,31% |
| Partit Socialdemòcrata de Suècia (SAP)                                                              | 5                                                                   | =                                                                | 0,69%                                                            |                                                                  |                                                       | S&D               | 139 | 5     | 19,31% |
| Partit Socialdemòcrata de Croàcia (SDP)                                                             | 4                                                                   | =                                                                | 0,56%                                                            |                                                                  |                                                       | S&D               | 139 | 5     | 19,31% |
| Partit del Treball (PvdA) [en coalició amb Esquerra Verda]                                          | 4                                                                   | 2                                                                | 0,56%                                                            |                                                                  |                                                       | S&D               | 139 | 5     | 19,31% |
| Socialdemòcrates (A)                                                                                | 3                                                                   | =                                                                | 0,42%                                                            |                                                                  |                                                       | S&D               | 139 | 5     | 19,31% |
| PASOK - Moviment pel Canvi (PASOK-KINAL)                                                            | 3                                                                   | 1                                                                | 0,42%                                                            |                                                                  |                                                       | S&D               | 139 | 5     | 19,31% |
| Partit Laborista (PLM)                                                                              | 3                                                                   | 1                                                                | 0,42%                                                            |                                                                  |                                                       | S&D               | 139 | 5     | 19,31% |
| Nova Esquerra                                                                                       | 3                                                                   | 2                                                                | 0,42%                                                            |                                                                  |                                                       | S&D               | 139 | 5     | 19,31% |
| Endavant (Vooruit)                                                                                  | 2                                                                   | 1                                                                | 0,28%                                                            |                                                                  |                                                       | S&D               | 139 | 5     | 19,31% |
| Partit Socialista (PS)                                                                              | 2                                                                   | =                                                                | 0,28%                                                            |                                                                  |                                                       | S&D               | 139 | 5     | 19,31% |
| Partit Socialista Búlgar (BSP)                                                                      | 2                                                                   | 3                                                                | 0,28%                                                            |                                                                  |                                                       | S&D               | 139 | 5     | 19,31% |
| Partit Socialdemòcrata (SDE)                                                                        | 2                                                                   | =                                                                | 0,28%                                                            |                                                                  |                                                       | S&D               | 139 | 5     | 19,31% |
| Partit Socialdemòcrata de Finlàndia (SDP)                                                           | 2                                                                   | =                                                                | 0,28%                                                            |                                                                  |                                                       | S&D               | 139 | 5     | 19,31% |
| Partit Socialista Hongarès (MSZP)                                                                   | 2                                                                   | 1                                                                | 0,28%                                                            |                                                                  |                                                       | S&D               | 139 | 5     | 19,31% |
| Partit Socialdemòcrata de Lituània (LSDP)                                                           | 2                                                                   | =                                                                | 0,28%                                                            |                                                                  |                                                       | S&D               | 139 | 5     | 19,31% |
| Veu – Socialdemocràcia (HLAS) -suspès-                                                              | 1                                                                   |                                                                  | 0,14%                                                            |                                                                  |                                                       | S&D               | 139 | 5     | 19,31% |
| Socialdemòcrates (SD)                                                                               | 1                                                                   | 1                                                                | 0,14%                                                            |                                                                  |                                                       | S&D               | 139 | 5     | 19,31% |
| Partit Laborista (Lab)                                                                              | 1                                                                   |                                                                  | 0,14%                                                            |                                                                  |                                                       | S&D               | 139 | 5     | 19,31% |
| Partit Socialdemòcrata «Harmonia» (SDP)                                                             | 1                                                                   | 1                                                                | 0,14%                                                            |                                                                  |                                                       | S&D               | 139 | 5     | 19,31% |
| Partit Socialista dels Treballadors (LSAP)                                                          | 1                                                                   | =                                                                | 0,14%                                                            |                                                                  |                                                       | S&D               | 139 | 5     | 19,31% |
| Moviment per la Socialdemocràcia (EDEK)                                                             | 1                                                                   | =                                                                | 0,14%                                                            |                                                                  |                                                       | S&D               | 139 | 5     | 19,31% |
| |                                                                     | Renovar Europa Ara (RE)                                          | Renovar Europa Ara (RE)                                          | Renovar Europa Ara (RE)                                          | Renovar Europa Ara (RE)                               | RE                | 74  | 30    | 10,28% |
| | Partit de l'Aliança dels Liberals i Demòcrates per Europa (ALDE)    | Partit de l'Aliança dels Liberals i Demòcrates per Europa (ALDE) | Partit de l'Aliança dels Liberals i Demòcrates per Europa (ALDE) | Partit de l'Aliança dels Liberals i Demòcrates per Europa (ALDE) | 58                                                    | RE                | 18  | 8,06% |        |
| ANO 2011 (ANO)                                                                                      | 7                                                                   | 1                                                                | 0,97%                                                            |                                                                  | 58                                                    | RE                | 18  | 8,06% |        |
| Eslovàquia Progressista (PS)                                                                        | 6                                                                   | 4                                                                | 0,83%                                                            |                                                                  | 58                                                    | RE                | 18  | 8,06% |        |
| Partit Democràtic Lliure (FDP)                                                                      | 5                                                                   | =                                                                | 0,69%                                                            |                                                                  | 58                                                    | RE                | 18  | 8,06% |        |
| Fianna Fáil (FF)                                                                                    | 4                                                                   | 2                                                                | 0,28%                                                            |                                                                  | 58                                                    | RE                | 18  | 8,06% |        |
| Partit Popular per la Llibertat i la Democràcia (VVD)                                               | 4                                                                   | 1                                                                | 0,55%                                                            |                                                                  | 58                                                    | RE                | 18  | 8,06% |        |
| Moviment Reformador (MR)                                                                            | 3                                                                   | 1                                                                | 0,42%                                                            |                                                                  | 58                                                    | RE                | 18  | 8,06% |        |
| Moviment pels Drets i les Llibertats (DPS)                                                          | 3                                                                   | 1                                                                | 0,42%                                                            |                                                                  | 58                                                    | RE                | 18  | 8,06% |        |
| Demòcrates 66 (D66)                                                                                 | 3                                                                   | 1                                                                | 0,42%                                                            |                                                                  | 58                                                    | RE                | 18  | 8,06% |        |
| Partit de Centre (C)                                                                                | 2                                                                   | =                                                                | 0,28%                                                            |                                                                  | 58                                                    | RE                | 18  | 8,06% |        |
| NEOS - La Nova Austria i Fòrum Liberal                                                              | 2                                                                   | 1                                                                | 0,28%                                                            |                                                                  | 58                                                    | RE                | 18  | 8,06% |        |
| Esquerra, Partit Liberal de Dinamarca (Venstre)                                                     | 2                                                                   | 2                                                                | 0,28%                                                            |                                                                  | 58                                                    | RE                | 18  | 8,06% |        |
| Partit del Centre (KESK)                                                                            | 2                                                                   | =                                                                | 0,28%                                                            |                                                                  | 58                                                    | RE                | 18  | 8,06% |        |
| Iniciativa Liberal (IL)                                                                             | 2                                                                   |                                                                  | 0,28%                                                            |                                                                  | 58                                                    | RE                | 18  | 8,06% |        |
| Unió Salvar Romania (USR) [a l'Aliança Dreta Unida]                                                 | 2                                                                   |                                                                  | 0,28%                                                            |                                                                  | 58                                                    | RE                | 18  | 8,06% |        |
| Liberals i Demòcrates Flamencs (Open VLD)                                                           | 1                                                                   | 1                                                                | 0,14%                                                            |                                                                  | 58                                                    | RE                | 18  | 8,06% |        |
| Partit Socioliberal Danés (Radikale Venstre)                                                        | 1                                                                   | 1                                                                | 0,14%                                                            |                                                                  | 58                                                    | RE                | 18  | 8,06% |        |
| Partit del Centre Estonià (Kesk)                                                                    | 1                                                                   | =                                                                | 0,14%                                                            |                                                                  | 58                                                    | RE                | 18  | 8,06% |        |
| Partit Reformista Estonià (ER)                                                                      | 1                                                                   | 1                                                                | 0,14%                                                            |                                                                  | 58                                                    | RE                | 18  | 8,06% |        |
| Unió dels Demòcrates i Independents (UDI)                                                           | 1                                                                   |                                                                  | 0,14%                                                            |                                                                  | 58                                                    | RE                | 18  | 8,06% |        |
| Partit Popular Suec (SFP)                                                                           | 1                                                                   | =                                                                | 0,14%                                                            |                                                                  | 58                                                    | RE                | 18  | 8,06% |        |
| Desenvolupament de Letònia (Par!)                                                                   | 1                                                                   | =                                                                | 0,14%                                                            |                                                                  | 58                                                    | RE                | 18  | 8,06% |        |
| Partit de la Llibertat (LS)                                                                         | 1                                                                   |                                                                  | 0,14%                                                            |                                                                  | 58                                                    | RE                | 18  | 8,06% |        |
| Moviment Liberal (LP)                                                                               | 1                                                                   | =                                                                | 0,14%                                                            |                                                                  | 58                                                    | RE                | 18  | 8,06% |        |
| Partit Democràtic (DP)                                                                              | 1                                                                   | 1                                                                | 0,14%                                                            |                                                                  | 58                                                    | RE                | 18  | 8,06% |        |
| Liberals (FL)                                                                                       | 1                                                                   | =                                                                | 0,14%                                                            |                                                                  | 58                                                    | RE                | 18  | 8,06% |        |
| | Partit Demòcrata Europeu (PDE)                                      | Partit Demòcrata Europeu (PDE)                                   | Partit Demòcrata Europeu (PDE)                                   | Partit Demòcrata Europeu (PDE)                                   | 8                                                     | RE                | 3   | 1,11% |        |
| Electors Lliures (FW)                                                                               | 3                                                                   | 1                                                                | 0,42%                                                            |                                                                  | 8                                                     | RE                | 3   | 1,11% |        |
| Moviment Demòcrata (MoDem) [dins la coalició Necessitat d'Europa]                                   | 3                                                                   | 2                                                                | 0,42%                                                            |                                                                  | 8                                                     | RE                | 3   | 1,11% |        |
| Partit Nacionalista Basc [dins la Coalició per una Europa Solidària]                                | 1                                                                   | =                                                                | 0,14%                                                            |                                                                  | 8                                                     | RE                | 3   | 1,11% |        |
| Itàlia Viva (IV) [dins la coalició Necessitat d'Europa a territori francès]                         | 1                                                                   |                                                                  | 0,14%                                                            |                                                                  | 8                                                     | RE                | 3   | 1,11% |        |
| | Renaixement (RE) i Horitzons [dins la coalició Necessitat d'Europa] | 8                                                                | 9                                                                | 1,11%                                                            | 8                                                     | RE                | 9   | 1,11% |        |
| |                                                                     | Partit dels Conservadors i Reformistes Europeus (CRE)            | Partit dels Conservadors i Reformistes Europeus (CRE)            | Partit dels Conservadors i Reformistes Europeus (CRE)            | Partit dels Conservadors i Reformistes Europeus (CRE) | CRE Patriotes     | 58  | 13    | 8,06%  |
| Germans d'Itàlia (FdI)                                                                              | 24                                                                  | 18                                                               | 3,33%                                                            |                                                                  |                                                       | CRE Patriotes     | 58  | 13    | 8,06%  |
| Llei i Justícia (PiS) [a la coalició Dreta Unida]                                                   | 18                                                                  | 7                                                                | 2,50%                                                            |                                                                  |                                                       | CRE Patriotes     | 58  | 13    | 8,06%  |
| Vox                                                                                                 | 6                                                                   | 2                                                                | 0,83%                                                            |                                                                  |                                                       | CRE Patriotes     | 58  | 13    | 8,06%  |
| Demòcrates de Suècia (SD)                                                                           | 3                                                                   | =                                                                | 0,42%                                                            |                                                                  |                                                       | CRE Patriotes     | 58  | 13    | 8,06%  |
| Partit Democràtic Cívic (ODS) [en la Coalició SPOLU]                                                | 3                                                                   | 1                                                                | 0,42%                                                            |                                                                  |                                                       | CRE Patriotes     | 58  | 13    | 8,06%  |
| Aliança Nacional (LNNK)                                                                             | 2                                                                   | =                                                                | 0,28%                                                            |                                                                  |                                                       | CRE Patriotes     | 58  | 13    | 8,06%  |
| Acció Electoral dels Polonesos a Lituània - Aliança de Famílies Cristianes (LLRA–KŠS)               | 1                                                                   | =                                                                | 0,14%                                                            |                                                                  |                                                       | CRE Patriotes     | 58  | 13    | 8,06%  |
| Partit Reformista d'Alternativa Democràtica (ADR)                                                   | 1                                                                   |                                                                  | 0,14%                                                            |                                                                  |                                                       | CRE Patriotes     | 58  | 13    | 8,06%  |
| |                                                                     | Partit Identitat i Democràcia (ID)                               | Partit Identitat i Democràcia (ID)                               | Partit Identitat i Democràcia (ID)                               | Partit Identitat i Democràcia (ID)                    | Patriotes CRE ENS | 58  | 2     | 8,06%  |
| Reagrupament Nacional (RN)                                                                          | 30                                                                  | 7                                                                | 4,17%                                                            |                                                                  |                                                       | Patriotes CRE ENS | 58  | 2     | 8,06%  |
| Lliga (Lega)                                                                                        | 8                                                                   | 21                                                               | 1,11%                                                            |                                                                  |                                                       | Patriotes CRE ENS | 58  | 2     | 8,06%  |
| Partit de la Llibertat d'Àustria (FPÖ)                                                              | 6                                                                   | 3                                                                | 0,83%                                                            |                                                                  |                                                       | Patriotes CRE ENS | 58  | 2     | 8,06%  |
| Partit per la Llibertat (PVV)                                                                       | 6                                                                   | 5                                                                | 0,83%                                                            |                                                                  |                                                       | Patriotes CRE ENS | 58  | 2     | 8,06%  |
| Interès Flamenc (VB)                                                                                | 3                                                                   | =                                                                | 0,42%                                                            |                                                                  |                                                       | Patriotes CRE ENS | 58  | 2     | 8,06%  |
| Prou!                                                                                               | 2                                                                   |                                                                  | 0,28%                                                            |                                                                  |                                                       | Patriotes CRE ENS | 58  | 2     | 8,06%  |
| Partit Popular Danès (DF)                                                                           | 1                                                                   | =                                                                | 0,14%                                                            |                                                                  |                                                       | Patriotes CRE ENS | 58  | 2     | 8,06%  |
| Partit Popular Conservador d'Estònia (EKRE)                                                         | 1                                                                   | =                                                                | 0,14%                                                            |                                                                  |                                                       | Patriotes CRE ENS | 58  | 2     | 8,06%  |
| Llibertat i Democràcia Directa (SPD)                                                                | 1                                                                   | 1                                                                | 0,14%                                                            |                                                                  |                                                       | Patriotes CRE ENS | 58  | 2     | 8,06%  |
| |                                                                     | Partit Verd Europeu (PVE)                                        | Partit Verd Europeu (PVE)                                        | Partit Verd Europeu (PVE)                                        | Partit Verd Europeu (PVE)                             | Verds/ALE         | 42  | 15    | 5,83%  |
| Aliança 90/Els Verds (GRÜNE)                                                                        | 12                                                                  | 9                                                                | 1,67%                                                            |                                                                  |                                                       | Verds/ALE         | 42  | 15    | 5,83%  |
| Europa Ecologia-Els Verds (EE-LV)                                                                   | 5                                                                   | 7                                                                | 0,69%                                                            |                                                                  |                                                       | Verds/ALE         | 42  | 15    | 5,83%  |
| Esquerra Verda (GL) [en coalició amb el Partit del Treball]                                         | 4                                                                   | 1                                                                | 0,56%                                                            |                                                                  |                                                       | Verds/ALE         | 42  | 15    | 5,83%  |
| Esquerra Verda (SF)                                                                                 | 3                                                                   | 1                                                                | 0,42%                                                            |                                                                  |                                                       | Verds/ALE         | 42  | 15    | 5,83%  |
| Europa Verda (EV) [dins la coalició Aliança de Verds i Esquerres]                                   | 3                                                                   |                                                                  | 0,42%                                                            |                                                                  |                                                       | Verds/ALE         | 42  | 15    | 5,83%  |
| Partit Verd (Gröna)                                                                                 | 3                                                                   | =                                                                | 0,42%                                                            |                                                                  |                                                       | Verds/ALE         | 42  | 15    | 5,83%  |
| Els Verds - L'Alternativa Verda (Grünen)                                                            | 2                                                                   | 1                                                                | 0,28%                                                            |                                                                  |                                                       | Verds/ALE         | 42  | 15    | 5,83%  |
| Lliga Verda (VIHR)                                                                                  | 2                                                                   | 1                                                                | 0,28%                                                            |                                                                  |                                                       | Verds/ALE         | 42  | 15    | 5,83%  |
| Ecolo                                                                                               | 1                                                                   | 1                                                                | 0,14%                                                            |                                                                  |                                                       | Verds/ALE         | 42  | 15    | 5,83%  |
| Verd (Groen)                                                                                        | 1                                                                   | =                                                                | 0,14%                                                            |                                                                  |                                                       | Verds/ALE         | 42  | 15    | 5,83%  |
| Podem! - Plataforma política                                                                        | 1                                                                   |                                                                  | 0,14%                                                            |                                                                  |                                                       | Verds/ALE         | 42  | 15    | 5,83%  |
| Vesna - Partit Verd                                                                                 | 1                                                                   |                                                                  | 0,14%                                                            |                                                                  |                                                       | Verds/ALE         | 42  | 15    | 5,83%  |
| Catalunya en Comú (Comuns) [dins la coalició Sumar]                                                 | 1                                                                   | =                                                                | 0,14%                                                            |                                                                  |                                                       | Verds/ALE         | 42  | 15    | 5,83%  |
| Progressistes                                                                                       | 1                                                                   |                                                                  | 0,14%                                                            |                                                                  |                                                       | Verds/ALE         | 42  | 15    | 5,83%  |
| Unió de Demòcrates "Per Lituània"                                                                   | 1                                                                   |                                                                  | 0,14%                                                            |                                                                  |                                                       | Verds/ALE         | 42  | 15    | 5,83%  |
| Els Verds (Déi Gréng)                                                                               | 1                                                                   | =                                                                | 0,14%                                                            |                                                                  |                                                       | Verds/ALE         | 42  | 15    | 5,83%  |
| |                                                                     | Partit de l'Esquerra Europea (PEE)                               | Partit de l'Esquerra Europea (PEE)                               | Partit de l'Esquerra Europea (PEE)                               | Partit de l'Esquerra Europea (PEE)                    | L'Esquerra        | 26  | 6     | 3,61%  |
| França Insubmisa (FI) -observador-                                                                  | 9                                                                   | 3                                                                | 1,25%                                                            |                                                                  |                                                       | L'Esquerra        | 26  | 6     | 3,61%  |
| Coalició de l'Esquerra Radical (SYRIZA)                                                             | 4                                                                   | 2                                                                | 0,55%                                                            |                                                                  |                                                       | L'Esquerra        | 26  | 6     | 3,61%  |
| L'Esquerra                                                                                          | 3                                                                   | 2                                                                | 0,42%                                                            |                                                                  |                                                       | L'Esquerra        | 26  | 6     | 3,61%  |
| Aliança d'Esquerra (VAS)                                                                            | 3                                                                   | 2                                                                | 0,42%                                                            |                                                                  |                                                       | L'Esquerra        | 26  | 6     | 3,61%  |
| Esquerra Italiana (SI) [dins la coalició Aliança de Verds i Esquerres]                              | 3                                                                   |                                                                  | 0,42%                                                            |                                                                  |                                                       | L'Esquerra        | 26  | 6     | 3,61%  |
| Bloc d'Esquerra (BE)                                                                                | 1                                                                   | 1                                                                | 0,14%                                                            |                                                                  |                                                       | L'Esquerra        | 26  | 6     | 3,61%  |
| Aliança Roja-Verda (Ø)                                                                              | 1                                                                   | =                                                                | 0,14%                                                            |                                                                  |                                                       | L'Esquerra        | 26  | 6     | 3,61%  |
| Sortu (dins la candidatura Euskal Herria Bildu) [dins la coalició Ara Repúbliques] -observador-     | 1                                                                   | =                                                                | 0,14%                                                            |                                                                  |                                                       | L'Esquerra        | 26  | 6     | 3,61%  |
| Partit Progressista del Poble Treballador (AKEL) -observador-                                       | 1                                                                   | 1                                                                | 0,14%                                                            |                                                                  |                                                       | L'Esquerra        | 26  | 6     | 3,61%  |
| |                                                                     | Aliança Lliure Europea (ALE)                                     | Aliança Lliure Europea (ALE)                                     | Aliança Lliure Europea (ALE)                                     | Aliança Lliure Europea (ALE)                          | Verds/ALE ECR     | 6   | 5     | 0,83%  |
| Nova Aliança Flamenca (N-VA)                                                                        | 3                                                                   | =                                                                | 0,42%                                                            |                                                                  |                                                       | Verds/ALE ECR     | 6   | 5     | 0,83%  |
| Bloc Nacionalista Gallec [dins la coalició Ara Repúbliques]                                         | 1                                                                   |                                                                  | 0,14%                                                            |                                                                  |                                                       | Verds/ALE ECR     | 6   | 5     | 0,83%  |
| Esquerra Republicana de Catalunya [dins la coalició Ara Repúbliques]                                | 1                                                                   | 1                                                                | 0,14%                                                            |                                                                  |                                                       | Verds/ALE ECR     | 6   | 5     | 0,83%  |
| Més - Compromís (a la candidatura Compromís) [dins la coalició Sumar]                               | 1                                                                   |                                                                  | 0,14%                                                            |                                                                  |                                                       | Verds/ALE ECR     | 6   | 5     | 0,83%  |
| |                                                                     | Volt Europa (Volt)                                               | Volt Europa (Volt)                                               | Volt Europa (Volt)                                               | Volt Europa (Volt)                                    | Verds/ALE         | 5   | 4     | 0,69%  |
| Volt Europa                                                                                         | 5                                                                   | 4                                                                | 0,69%                                                            |                                                                  |                                                       | Verds/ALE         | 5   | 4     | 0,69%  |
| |                                                                     | Moviment Polític Cristià Europeu (MPCE)                          | Moviment Polític Cristià Europeu (MPCE)                          | Moviment Polític Cristià Europeu (MPCE)                          | Moviment Polític Cristià Europeu (MPCE)               | ECR PPE Patriotes | 4   | 1     | 0,56%  |
| Partit de les Famílies d'Alemanya (Familie)                                                         | 1                                                                   | =                                                                | 0,14%                                                            |                                                                  |                                                       | ECR PPE Patriotes | 4   | 1     | 0,56%  |
| Partit Nacional Democristià Agrari (PNȚCD) [en coalició amb l'Aliança per a la Unió dels Romanesos] | 1                                                                   |                                                                  | 0,14%                                                            |                                                                  |                                                       | ECR PPE Patriotes | 4   | 1     | 0,56%  |
| Primer Letònia                                                                                      | 1                                                                   |                                                                  | 0,14%                                                            |                                                                  |                                                       | ECR PPE Patriotes | 4   | 1     | 0,56%  |
| Partit Polític Reformat (SGP)                                                                       | 1                                                                   | =                                                                | 0,14%                                                            |                                                                  |                                                       | ECR PPE Patriotes | 4   | 1     | 0,56%  |
| |                                                                     | Animal Politics EU (APEU)                                        | Animal Politics EU (APEU)                                        | Animal Politics EU (APEU)                                        | Animal Politics EU (APEU)                             | L'Esquerra        | 2   | 1     | 0,28%  |
| Partit per la Protecció dels Drets Humans (Tierschutz)                                              | 1                                                                   | =                                                                | 0,14%                                                            |                                                                  |                                                       | L'Esquerra        | 2   | 1     | 0,28%  |
| Partit pels Animals (PvdD)                                                                          | 1                                                                   | =                                                                | 0,14%                                                            |                                                                  |                                                       | L'Esquerra        | 2   | 1     | 0,28%  |
| |                                                                     | Partit Pirata Europeu (Pirates)                                  | Partit Pirata Europeu (Pirates)                                  | Partit Pirata Europeu (Pirates)                                  | Partit Pirata Europeu (Pirates)                       | Verds/ALE         | 1   | 3     | 0,14%  |
| Partit Pirata de Txèquia (CPS)                                                                      | 1                                                                   | 2                                                                | 0,14%                                                            |                                                                  |                                                       | Verds/ALE         | 1   | 3     | 0,14%  |
| |                                                                     | Candidatures sense partit polític europeu                        | Candidatures sense partit polític europeu                        | Candidatures sense partit polític europeu                        | Candidatures sense partit polític europeu             |                   | 129 |       | 17,92% |
| Alternativa per Alemanya (AfD)                                                                      | 15                                                                  | 4                                                                | 2,08%                                                            |                                                                  |                                                       |                   | 129 |       | 17,92% |
| Fidesz - Unió Cívica Hongaresa [en coalició amb el Partit Popular Demòcrata Cristià]                | 10                                                                  | 2                                                                | 1,39%                                                            |                                                                  |                                                       |                   | 129 |       | 17,92% |
| Moviment 5 Estrelles (M5E)                                                                          | 8                                                                   | 6                                                                | 1,11%                                                            |                                                                  |                                                       |                   | 129 |       | 17,92% |
| Tisza - Partit del Respecte i la Llibertat (TISZA)                                                  | 7                                                                   |                                                                  | 0,97%                                                            |                                                                  |                                                       |                   | 129 |       | 17,92% |
| Aliança Sahra Wagenknecht - Per la Raó i la Justícia (BSW)                                          | 6                                                                   |                                                                  | 0,83%                                                            |                                                                  |                                                       |                   | 129 |       | 17,92% |
| Confederació de Llibertat i Independència                                                           | 6                                                                   |                                                                  | 0,83%                                                            |                                                                  |                                                       |                   | 129 |       | 17,92% |
| Reconquesta                                                                                         | 5                                                                   |                                                                  | 0,69%                                                            |                                                                  |                                                       |                   | 129 |       | 17,92% |
| Aliança per a la Unió dels Romanesos [en coalició amb el Partit Nacional Democristià Agrari]        | 5                                                                   |                                                                  | 0,69%                                                            |                                                                  |                                                       |                   | 129 |       | 17,92% |
| Renaixement (Vazrazhdane)                                                                           | 3                                                                   |                                                                  | 0,42%                                                            |                                                                  |                                                       |                   | 129 |       | 17,92% |
| S'ha Acabat la Festa                                                                                | 3                                                                   |                                                                  | 0,42%                                                            |                                                                  |                                                       |                   | 129 |       | 17,92% |
| Plaça Pública (PP) [a la coalició Despertar d'Europa]                                               | 3                                                                   |                                                                  | 0,42%                                                            |                                                                  |                                                       |                   | 129 |       | 17,92% |
| El Partit                                                                                           | 2                                                                   | =                                                                | 0,28%                                                            |                                                                  |                                                       |                   | 129 |       | 17,92% |
| Continuem el Canvi (PP) [en coalició amb Demòcrates per una Bulgària Forta]                         | 2                                                                   |                                                                  | 0,28%                                                            |                                                                  |                                                       |                   | 129 |       | 17,92% |
| República                                                                                           | 2                                                                   |                                                                  | 0,28%                                                            |                                                                  |                                                       |                   | 129 |       | 17,92% |
| Moviment Llibertat (Svoboda!)                                                                       | 2                                                                   | =                                                                | 0,28%                                                            |                                                                  |                                                       |                   | 129 |       | 17,92% |
| Podem                                                                                               | 2                                                                   | 1                                                                | 0,28%                                                            |                                                                  |                                                       |                   | 129 |       | 17,92% |
| Partit Comunista de Grècia (KKE)                                                                    | 2                                                                   | =                                                                | 0,28%                                                            |                                                                  |                                                       |                   | 129 |       | 17,92% |
| Solució Grega (Elliniki Lisi)                                                                       | 2                                                                   | 1                                                                | 0,28%                                                            |                                                                  |                                                       |                   | 129 |       | 17,92% |
| Sinn Féin (SF)                                                                                      | 2                                                                   | =                                                                | 0,28%                                                            |                                                                  |                                                       |                   | 129 |       | 17,92% |
| Moviment Ciutadans-Pagesos (BBB)                                                                    | 2                                                                   |                                                                  | 0,28%                                                            |                                                                  |                                                       |                   | 129 |       | 17,92% |
| Polònia Sobirana (SP) [a la coalició Dreta Unida]                                                   | 2                                                                   |                                                                  | 0,28%                                                            |                                                                  |                                                       |                   | 129 |       | 17,92% |
| SOS Romania                                                                                         | 2                                                                   |                                                                  | 0,28%                                                            |                                                                  |                                                       |                   | 129 |       | 17,92% |
| Partit de l'Esquerra (V)                                                                            | 2                                                                   | 1                                                                | 0,28%                                                            |                                                                  |                                                       |                   | 129 |       | 17,92% |
| Batlles i Independents (STAN)                                                                       | 2                                                                   |                                                                  | 0,28%                                                            |                                                                  |                                                       |                   | 129 |       | 17,92% |
| Stačilo!                                                                                            | 2                                                                   |                                                                  | 0,28%                                                            |                                                                  |                                                       |                   | 129 |       | 17,92% |
| Jurament                                                                                            | 2                                                                   |                                                                  | 0,28%                                                            |                                                                  |                                                       |                   | 129 |       | 17,92% |
| Partit del Progrès (PDF)                                                                            | 1                                                                   |                                                                  | 0,14%                                                            |                                                                  |                                                       |                   | 129 |       | 17,92% |
| Partit Ecològic Democràtic (ÖDP)                                                                    | 1                                                                   | =                                                                | 0,14%                                                            |                                                                  |                                                       |                   | 129 |       | 17,92% |
| Partit del Treball de Bèlgica (PTB)                                                                 | 1                                                                   |                                                                  | 0,14%                                                            |                                                                  |                                                       |                   | 129 |       | 17,92% |
| Partit dels Treballadors de Bèlgica (PVDA)                                                          | 1                                                                   | =                                                                | 0,14%                                                            |                                                                  |                                                       |                   | 129 |       | 17,92% |
| Existeix Tal Poble (ITN)                                                                            | 1                                                                   |                                                                  | 0,14%                                                            |                                                                  |                                                       |                   | 129 |       | 17,92% |
| Moviment de la Pàtria (DP)                                                                          | 1                                                                   |                                                                  | 0,14%                                                            |                                                                  |                                                       |                   | 129 |       | 17,92% |
| Aliança Liberal (LA)                                                                                | 1                                                                   |                                                                  | 0,14%                                                            |                                                                  |                                                       |                   | 129 |       | 17,92% |
| Demòcrates de Dinamarca-Inger Støjberg (DD)                                                         | 1                                                                   |                                                                  | 0,14%                                                            |                                                                  |                                                       |                   | 129 |       | 17,92% |
| Els Moderats (M)                                                                                    | 1                                                                   |                                                                  | 0,14%                                                            |                                                                  |                                                       |                   | 129 |       | 17,92% |
| Junts per Catalunya [dins la coalició Lliures per Europa]                                           | 1                                                                   | 2                                                                | 0,14%                                                            |                                                                  |                                                       |                   | 129 |       | 17,92% |
| Sumar [dins la coalició Sumar]                                                                      | 1                                                                   |                                                                  | 0,14%                                                            |                                                                  |                                                       |                   | 129 |       | 17,92% |
| Partit dels Finlandesos (PS)                                                                        | 1                                                                   | 1                                                                | 0,14%                                                            |                                                                  |                                                       |                   | 129 |       | 17,92% |
| Curs de Llibertat (PE)                                                                              | 1                                                                   |                                                                  | 0,14%                                                            |                                                                  |                                                       |                   | 129 |       | 17,92% |
| Foni Logikis                                                                                        | 1                                                                   |                                                                  | 0,14%                                                            |                                                                  |                                                       |                   | 129 |       | 17,92% |
| Victoria (NIKI)                                                                                     | 1                                                                   |                                                                  | 0,14%                                                            |                                                                  |                                                       |                   | 129 |       | 17,92% |
| Moviment La Nostra Pàtria                                                                           | 1                                                                   |                                                                  | 0,14%                                                            |                                                                  |                                                       |                   | 129 |       | 17,92% |
| Irlanda Independent                                                                                 | 1                                                                   |                                                                  | 0,14%                                                            |                                                                  |                                                       |                   | 129 |       | 17,92% |
| Llista Unida (AS)                                                                                   | 1                                                                   |                                                                  | 0,14%                                                            |                                                                  |                                                       |                   | 129 |       | 17,92% |
| Unió de Persones i Justícia (TTS)                                                                   | 1                                                                   |                                                                  | 0,14%                                                            |                                                                  |                                                       |                   | 129 |       | 17,92% |
| Unió Lituana d'Agricultors i Verds (LVŽS)                                                           | 1                                                                   | 1                                                                | 0,14%                                                            |                                                                  |                                                       |                   | 129 |       | 17,92% |
| Nou Contracte Social (NSC)                                                                          | 1                                                                   |                                                                  | 0,14%                                                            |                                                                  |                                                       |                   | 129 |       | 17,92% |
| Polònia 2050 [a la Coalición Tercera Via]                                                           | 1                                                                   |                                                                  | 0,14%                                                            |                                                                  |                                                       |                   | 129 |       | 17,92% |
| Partit Comunista Portuguès (PCP) [a la Coalició Democràtica Unitària]                               | 1                                                                   | 1                                                                | 0,14%                                                            |                                                                  |                                                       |                   | 129 |       | 17,92% |
| Front Nacional Popular                                                                              | 1                                                                   |                                                                  | 0,14%                                                            |                                                                  |                                                       |                   | 129 |       | 17,92% |
| Independent: Luke 'Ming' Flanagan                                                                   | 1                                                                   | =                                                                | 0,14%                                                            |                                                                  |                                                       |                   | 129 |       | 17,92% |
| Independent: Michael Mc Namara                                                                      | 1                                                                   |                                                                  | 0,14%                                                            |                                                                  |                                                       |                   | 129 |       | 17,92% |
| Independent: Nicolae Ștefănuță                                                                      | 1                                                                   |                                                                  | 0,14%                                                            |                                                                  |                                                       |                   | 129 |       | 17,92% |
| Independent: Fidias Panayiotou                                                                      | 1                                                                   |                                                                  | 0,14%                                                            |                                                                  |                                                       |                   | 129 |       | 17,92% |

### Resultats als Països Catalans
El Partit Popular Europeu s'hi va imposar globalment a Espanya, les Illes Balears i el País Valencià. El Partit dels Socialistes Europeus va quedar segon i es va imposar a Catalunya, mentre que l'extrema dreta del Partit Identitat i Democràcia amb Reagrupament Nacional ho va fer a França i la Catalunya del Nord i a Itàlia i l'Alguer amb el Partit dels Conservadors i Reformistes Europeus, a través del partit afiliat Germans d'Itàlia. Pel que al nombre de municipis, Junts es va imposar en 583, seguit per PSOE (515), el PP (423), Reagrupament Nacional (192) i ERC (100). La participació en el conjunt dels Països Catalans va ser del 48,1%.

A continuació, en la taula podeu veure el llistat de partits més votats i en el mapa interactiu es pot consultar el nombre de vots que ha rebut el partit més votat en qualsevol municipi o comuna del domini lingüístic català.
| Candidatura   | Candidatura                                         | Sufragis   | Sufragis |
| Candidatura   | Candidatura                                         | Vots       | %        |
| ------------- | --------------------------------------------------- | ---------- | -------- |
|               | PSOE                                                | 1.719.564  | 29,49%   |
|               | PP                                                  | 1.380.610  | 23,68%   |
|               | JUNTS UE                                            | 523.262    | 8,98%    |
|               | VOX                                                 | 479.619    | 8,23%    |
|               | Ara Repúbliques                                     | 456.625    | 7,83%    |
|               | SUMAR                                               | 332.938    | 5,71%    |
|               | PODEMOS                                             | 231.643    | 3,97%    |
|               | SALF                                                | 229.592    | 3,94%    |
|               | França torna!                                       | 83.862     | 1,44%    |
|               | Desperta Europa                                     | 22.987     | 0,39%    |
|               | Necessitat d'Europa                                 | 20.757     | 0,36%    |
|               | França Insubmisa                                    | 14.165     | 0,24%    |
|               | França Orgullosa                                    | 12.101     | 0,21%    |
|               | La dreta per a fer sentir la veu de França a Europa | 8.746      | 0,15%    |
|               | CEUS                                                | 6.857      | 0,12%    |
|               | Europa Ecologia                                     | 6.841      | 0,12%    |
|               | Germans d'Itàlia                                    | 5.279      | 0,09%    |
|               | Moviment 5 Estrelles                                | 4.253      | 0,07%    |
|               | Partit Democràtic                                   | 3.874      | 0,07%    |
|               | Força Itàlia - Moderem - PPE                        | 2.402      | 0,04%    |
|               | Aliança Verds i Esquerra                            | 1.977      | 0,03%    |
|               | Lliga per Salvini Premier                           | 1.466      | 0,03%    |
|               |                                                     |            |          |
|               | PACMA                                               | 59.711     | 1,02%    |
|               | Cs                                                  | 37.407     | 0,64%    |
|               | FO                                                  | 20.930     | 0,36%    |
|               | PFAC                                                | 12.454     | 0,21%    |
|               | CRT                                                 | 10.993     | 0,19%    |
|               | Pirates                                             | 9.111      | 0,16%    |
|               | IZQESP                                              | 7.507      | 0,13%    |
|               | VOLT                                                | 6.997      | 0,12%    |
|               | IE                                                  | 6.783      | 0,12%    |
|               | Existeix                                            | 6.739      | 0,12%    |
|               | L'Esquerra Unida                                    | 5.118      | 0,09%    |
|               | Aliança Rural                                       | 4.918      | 0,08%    |
|               | PCPE/PCPC                                           | 4.910      | 0,08%    |
|               | PCTE                                                | 4.785      | 0,08%    |
|               | PMR                                                 | 4.376      | 0,08%    |
|               | Partit Animalista                                   | 4.072      | 0,07%    |
|               | Retallades Zero                                     | 3.004      | 0,05%    |
|               | CREE EN EUROPA                                      | 2.604      | 0,04%    |
|               | FE de les JONS                                      | 2.449      | 0,04%    |
|               | Andalucistas                                        | 2.334      | 0,04%    |
|               | Llista d'Asselineau - Frexit                        | 2.316      | 0,04%    |
|               | SAE                                                 | 2.237      | 0,04%    |
|               | Escons en Blanc                                     | 2.116      | 0,04%    |
|               | Europa, ja n'hi ha prou!                            | 2.115      | 0,04%    |
|               | PH                                                  | 1.973      | 0,03%    |
|               | Ecologia en el centre                               | 1.909      | 0,03%    |
|               | GLG                                                 | 1.559      | 0,03%    |
|               | F                                                   | 1.528      | 0,03%    |
|               | J.U.E.X.                                            | 1.471      | 0,03%    |
|               | PREPAL                                              | 1.137      | 0,02%    |
|               | Altres                                              | 5.513      | 0,09%    |
| Vots en blanc | Vots en blanc                                       | 39.611     | 0,68%    |
| Vots vàlids   | Vots vàlids                                         | 5.830.107  | 99,38%   |
| Vots nuls     | Vots nuls                                           | 36.182     | 0,62%    |
| Votants       | Votants                                             | 5.866.289  | 48,06%   |
| Abstenció     | Abstenció                                           | 6.339.152  | 51,94%   |
| Electorat     | Electorat                                           | 12.205.441 | 100%     |

## Conseqüències
L'ascens de Reagrupament Nacional a França va provocar que el president Emmanuel Macron dissolgués l'Assemblea Nacional convocant eleccions legislatives per al 30 de juny, en primera volta, i el 7 de juliol, en segona. Aquest ascens també va fer que el Partit Socialista, la França Insubmisa, Europa Ecologia-Els Verds i el Partit Comunista Francès, junt amb altres forces d'esquerres i progressistes com Plaça Pública, formessin un Nou Front Popular per aquesta convocatòria electora, en contraposició a Le Pen.
A Bèlgica, el primer ministre Alexander De Croo va dimitir pels mals resultats en les eleccions federals, regionals i europees del seu partit Liberals i Demòcrates Flamencs. Les eleccions federals van ser guanyades, igual que les europees, pel conservador Nova Aliança Flamenca (N-VA), seguit pel partit d'extrema dreta Interès Flamenc (VB).